# Vändåtbergets naturreservat
Vändåtberget är ett naturreservat i ett bergsområde i Örnsköldsviks kommun, Björna socken, med gammal tall- och granskog. Det ligger 60 kilometer nordnordväst om Örnsköldsvik och 5 kilometer nordväst om Locksta. Vid bildandet av reservatet 1989 omfattade detta 302 hektar skogsmark. Reservatet utvidgades 2015 till 345 hektar. Ändamålet med reservatsbildningen var att bevara ett relativt orört skogsekosystem opåverkat och låta detta utvecklas fritt, men också att i begränsad omfattning underlätta för allmänheten att besöka området.

## Beslut om reservatsbildning
Vändåtbergets höga naturvärden uppmärksammades 1979 av den ideella naturvården. Området hade missats vid Länsstyrelsens omfattande naturinventering i slutet av 1970-talet. Till grund för reservatsbildningen lades i stället en inventering av Katarina Eckerberg, beskriven i en publikation utgiven av Länsstyrelsen 1981. I en allmän beskrivning av området lånas slutsatser ur hennes inventering.
I Länsstyrelsens beslut från den 26 maj 1989 står bland annat följande:
| ” | Vändåtberget är ett av länets största och värdefullaste urskogsområden. I stora delar av Vändåtbergets nordsluttningar saknas praktiskt taget helt spår av mänsklig påverkan. Träden är imponerande grova och gamla, och det finns gott om torrakor och lågor. | „ |

## Allmän beskrivning
Det finns inget berg i området som heter Vändåtberget. Det är fastmer en löslig benämning, som kunde ha varit "Vändåtbergen", på den bergsrygg som sträcker sig i öst-västlig riktning längs Lägstaån, från Västerberget via Mittiberget till det långsträckta Ytterberget i öster.
Skogen vid Vändåtberget är ytterst lite påverkad av huggningar och annan mänsklig aktivitet, bland annat på grund av avsaknad av en lämplig flottled. Skogen har uppkommit genom naturlig föryngring. En populär benämning på denna typ av skog är "urskog", vilket är ett missvisande begrepp då enstaka spår av mänsklig påverkan förekommer. I själva verket har skogen utnyttjats extensivt under lång tid av människor. En riktigare benämning är orörd "naturskog". Skogen har bevarats relativt orörd på grund av långa transportavstånd till flottleder.
Terrängen är måttligt till starkt kuperad med flera långsträckta moränryggar, som löper genom området från nordväst till sydost. Berggrunden är grå revsundsgranit. Området är rikt på sandig morän, som avsatts ovanför högsta kustlinjen och därför är osvallad (det vill säga opåverkad av havets vågor).
Skogen uppvisar en stor variationsrikedom vad gäller trädslag och skogstyper. Här finns allt från ren tallskog på myrmark till gransumpskog och blandskog med löv, med inslag av bland annat björk, sälg och asp. Den dominerande skogstypen är frisk blåbärsristyp. I skogen finns rikligt med döda träd, omkullblåsta lågor och naturliga stubbar. Dessa är tillhåll för en rad intressanta djur- och växtarter, vilka missgynnas av det moderna skogsbruket. Här trivs hackspettar och andra hålbyggande fåglar liksom mossor och lavar som fordrar gamla träd och murken ved som växtplats.

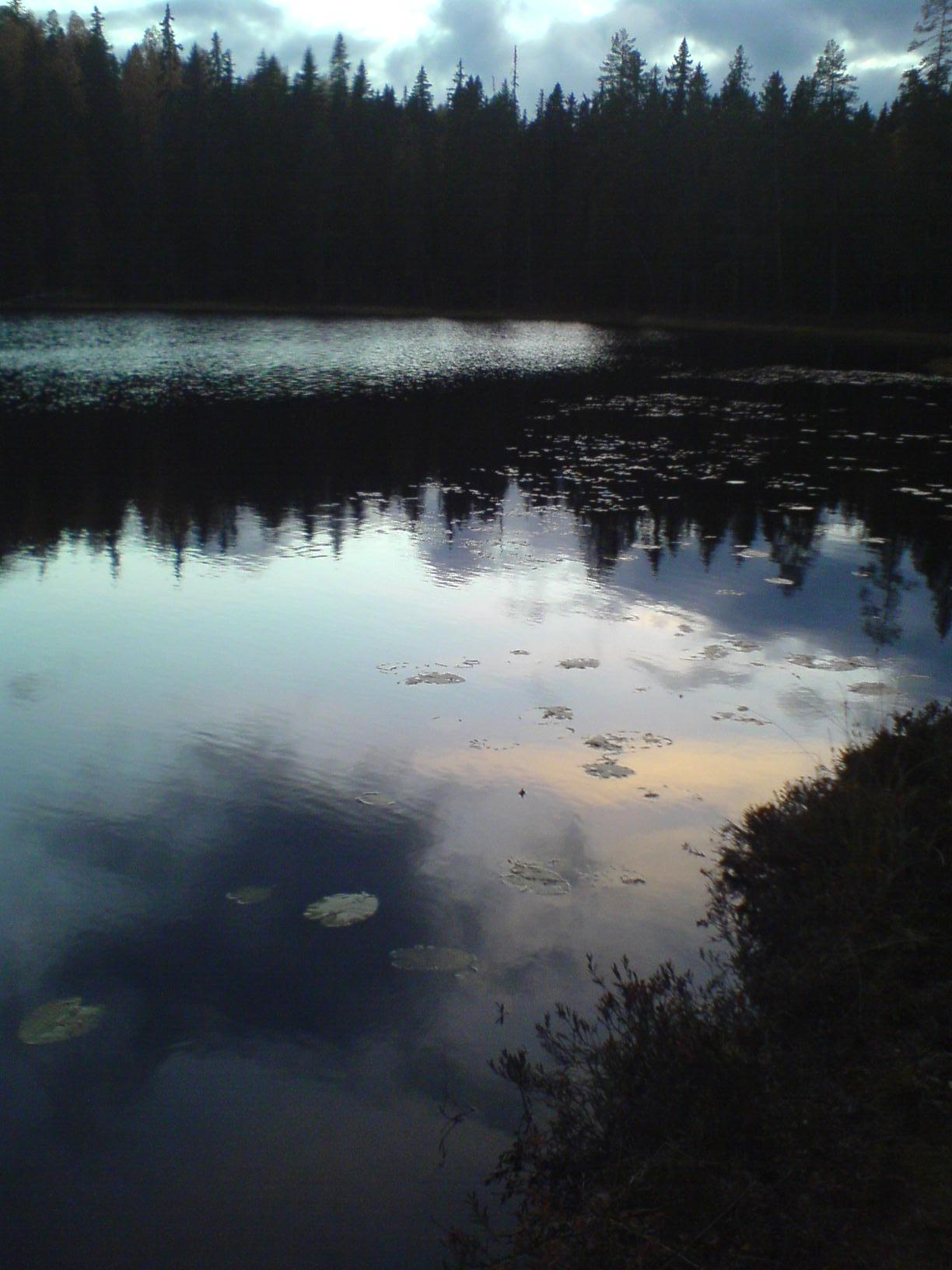
Kvällsutsikt över Inner-Abborrtjärnen, i hjärtat av reservatet.

Historiskt har området utnyttjats extensivt av samerna, som haft renbetesland i närheten. Spår efter deras verksamhet kan påträffas i form av till exempel inhuggningar i gamla tallar. På 1800-talet benämndes skogen "oduglig" eftersom den inte gav något bra skogsbete, men myrarna utnyttjades för slåtter. Sporadiska huggningar, troligen av brandskadad skog, har daterats till ungefär 1860. Det virke som då togs ut var sannolikt för husbehov. I början av 1900-talet uppläts ett kronotorp strax intill området. I takt med skogsindustrins framväxt avverkades skogarna i omgivningen. Toppen av Mittiberget blädades 1931–1932

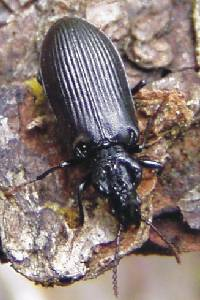
En raritet i Vändåt: större barkplattbagge (pytho kolwensis).

Reservatet omfattar bergen Ytterberget, Mittiberget och Västerberget. Inom reservatet finns tjärnarna Inner-Abborrtjärnen, Älgtjärnen, Lill-Abborrtjärnen och Stor-Abborrtjärnen, men även delar av sjön Ytter-Holmsjön ingår i reservatsområdet. Urskogsleden är en vandringsled som tangerar reservatsgränsen.
Reservatet är  ett Natura 2000-område och är också fågelskyddsområde.
Skogsbränder har tidigare varit ett återkommande inslag i skogsutvecklingen. Med ibland mycket korta mellanrum har elden svept fram över stora områden. Blixtnedslag i kombination med försommartorka har ofta varit orsak, men bränderna kunde också vara anlagda i samband med svedjebruk eller förbättring av skogsbetet. Först på 1900-talet har människan blivit intresserad av att förhindra eldens utbredning.
Vändåtberget tillhör Vilhelmina norra sameby.

### Övernattningsstuga
Vid Inner-Abborrtjärnen finns en övernattningsstuga. Den besöks regelbundet och året om.
| ”                                        | Det är nog sällan många personer vistas samtidigt i reservatet, däremot tenderar vissa besökare att återkomma till reservatet år efter år. Stigen till stugan är vältrampad, medan slingan i sydöstra delen av området är klart mindre frekventerad. | „ |
| – Ur remisshandlingarna inför utvidgning | |   |

### Skogsbränderna
En brandstudie har visat att reservatet har brunnit åren 1629, 1653, 1705, 1780 och 1858. En mindre brand berörde 1933 Mittibergets topp.
Där det har brunnit med korta intervall dominerar tallskogen. Det finns träd i alla åldrar och de äldsta tallarna är upp till 375 år gamla. Skogsbranden 1629 inträffade under ett torrt år med mycket åskväder, vilket sannolikt var orsak till branden. I övrigt har bränderna härjat över hela området, vilket man kan se av de många brandljuden. Vissa fuktiga partier tycks ha skonats, åtminstone från den näst senaste branden, 1858. Den branden kom från nordväst, troligen från Trattberget där en getapojk sägs ha tänt på skogen för att förbättra betet.
Förutom de stora brandpräglade områdena finns också granskog, de äldsta granarna närmar sig 300 år, och återfinns i blötare skogs- och myrmarker som undkommit brand, så kallade brandrefugier. I skogen finns inslag av gammal asp och floran består bland annat av spädstarr, skogsnycklar, nattviol, trolldruva och tolta. Den rikaste örtfloran finns i Vändåtbergets sydsluttningar och raviner.

### Naturvårdsbränning
Skogsbränderna är en viktig ekologisk faktor. Skogslandskapet har präglats av återkommande skogsbränder, den ungefärliga brandfrekvensen varierade, men låg ofta på 50–60 år mellan bränderna. När skogen fick ett ekonomiskt värde i mitten av 1800-talet, sökte människan med alla medel att stoppa brändernas omfattning. Detta har medfört att skogsbrand som naturlig störningsregim nästan helt har försvunnit ur det svenska landskapet.
Naturvårdsbränning i reservat är ett led i att återinföra skogsbranden som ett naturligt inslag. Länsstyrelsen i Västernorrland utarbetade 2005 en bevarandeplan för Natura 2000-området, där naturvårdsbränning angavs som skötselmetod i Vändåtberget för att behålla en brandpräglad beståndsstruktur på tallskogen och en brandrefugial karaktär i de fuktiga partierna av granskog. Naturvårdsbränningarna har ännu inte påbörjats, eftersom områdets förvaltningsinriktning först måste omarbetas. Arbetet med detta inleddes 2006. Vändåtberget tillhör de två högst prioriterade områdena i länet för bränning.
Fram tills naturvårdsbränning genomförs är alternativa metoder, som katning (att delvis avbarka stammen för att öka kådavsöndringen och skapa brandljud), urhuggning och gallring inte aktuella i Vändåberget.
Det innebär också att vid en okontrollerad brand inom området ska släckningen inriktas mot naturliga avgränsningar och mot reservatets ytterkanter, om räddningschef bedömer att branden därmed kan bekämpas. Detta för att verka i enlighet med intentionerna för naturvårdsbränning.
Länsstyrelsen planerade att skogsvårdsbränna två områden i naturreservatet under 2017. Det område som benämndes som det norra området ligger norr om Älgtjärnen och är 17 hektar stort. Det område som benämndes som det södra området ligger öster om Älgtjärnen och Lill-Abborrtjärnen. Det är 15 hektar stort. Det norra området prioriterades högre. På grund av varma somrar försenades bränningarna, men i juni 2023 genomfördes den prioriterade bränningen, norr om Älgtjärnen, i ett område som slutligen blev 16 hektar stort. För bild, se bildgalleriet.

### Naturtyper
Naturtyperna inom reservatet har listats enligt KNAS (Kontinuerlig Naturtypskartering Av Skyddade områden) i storleksordning i hektar:
| Granskog                 | 101,8 ha |
| Barrblandskog            | 88,6 ha  |
| Tallskog                 | 65,4 ha  |
| Lövblandad barrskog      | 36,1 ha  |
| Sjöar och vattendrag     | 25,1 ha  |
| Våtmark                  | 7,6 ha   |
| Övriga skogsimpediment   | 7,1 ha   |
| Barrsumpskog             | 5,5 ha   |
| Ungskog inklusive hyggen | 4,9 ha   |
| Triviallövskog           | 1,7 ha   |
| Sumpskogsimpediment      | 1,4 ha   |

### Mer om Natura 2000-området
Vändåtberget godkändes som Natura 2000-område 1995 efter förslag från Länsstyrelsen i Västernorrland. De naturtyper som ingår enligt Art- och habitatdirektivet är:
- Dystrofa sjöar och småvatten
- Öppna svagt välvda mossar, fattiga och intermediära kärr och gungflyn
- Västlig tajga – undergrupperna gamla talldominerade skogar, gamla grandominerade skogar och gamla barrblandskogar

Den västliga tajgan omfattar 276 hektar och de skogbevuxna myrarna 16 hektar.
De djurarter som ingår enligt Art- och habitatdirektivet är:
- Lodjur Lynx lynx
- Större barkplattbagge Pytho kolwensis
- Slät tallkapuschongbagge Stephanopachus linearis
- Grov tallkapuschongbagge Stephanopachus substriatus[11]

I nuläget förekommer inte arterna slät och grov tallkapuschongbagge i området eftersom färska brandfält saknas. De planerade naturvårdsbränningarna kommer förmodligen att göra att arterna etablerar sig.
De arter som ingår enligt Fågeldirektivet är:
- Kungsörn Aquila chrysaetos
- Fiskgjuse Pandion haliaetus
- Järpe Bonasa bonasia
- Tjäder Tetrao urogallus
- Sparvuggla Glaucidium passerinum
- Pärluggla Aegolius funereus
- Spillkråka Dryocopus martius
- Tretåig hackspett Picoides tridactylus
- Orre Tetrao tetrix tetrix

### Skyddade områden i omgivningen
Västerberget, som tillhör Vändåtbergen, men inte ingår i själva reservatet har ändå skydd. Holmen skog som äger skogsmarken har avsatt Västerberget som reservat. Skogen norr om naturreservatet, mellan Innerabborrtjärnen och Ytter-Holmsjön är också avsatt Holmenreservat. Det är detta område som planeras för en utvidgning av Vändåtbergets naturreservat.

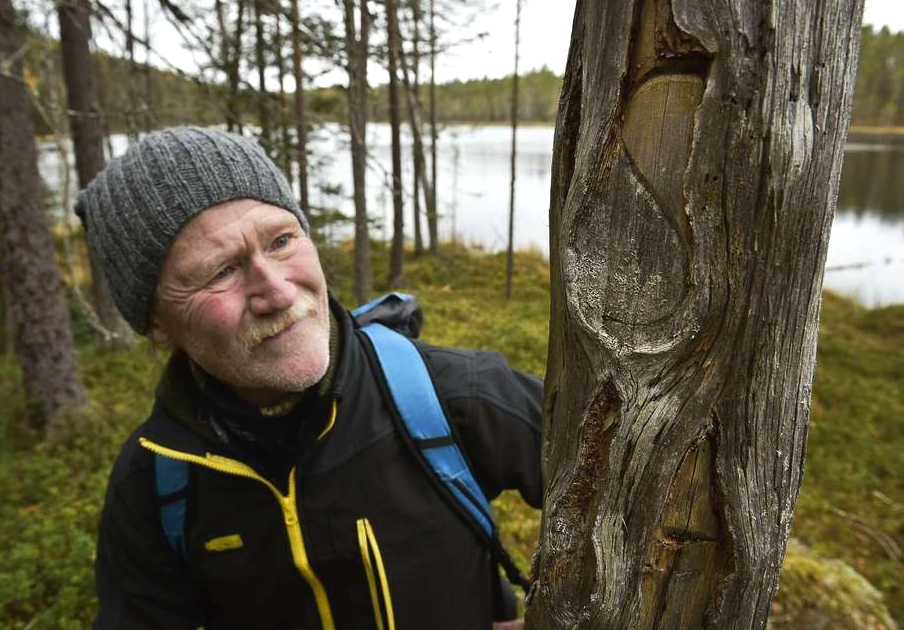
Arkeolog Bernt-Ove Viklund under kulturspårsinventering i Vändåtbergets naturreservat i oktober 2015.

### Reservatsutvidgning 2015
En länge planerad utvidgningen av reservatet skickades i mars 2015 ut på remiss, med tanken att genomföra en utvidgning på drygt 40 hektar. Utvidgningen gällde nordsluttningen av Västerberget, området norr om parkeringen vid Sör-Holmsjön, den mörka dälden längs Mittibäcken, området väster om Ytter-Holmsjön och ett mindre område på södra sidan av Mittiberget och Ytterberget.
Remisstiden sträckte sig fram till 27 april 2015. Beslut om utvidgning togs i enlighet med förslaget i november 2015, vilket innebär att reservatet numera omfattar 345,3 hektar.
I samband med beslutet om utvidgning skedde en inventering av kulturspår i de delar som planeras för naturvårdsbränning. Inventeringen utfördes i oktober 2015 av arkeologen Bernt-Ove Viklund. Resultatet blev fyra ristade träd och en gammal hoprasad timmerkoja. Det var enligt arkeologen en anmärkningsvärt god utdelning.

### Riksintressen
Vändåtberget är klassat som riksintresse för naturvården och ligger också inom ett område som är av riksintresse för rennäringen. Det ligger vidare inom ett influensområde för väderradar och är därför av riksintresse för totalförsvaret.
Dessutom ingår det som tidigare nämnts i länets Natura 2000-områden enligt EU:s art- och habitatdirektiv och enligt Fågeldirektivet.
Vändåt bidrar enligt Länsstyrelsens bedömning påtagligt till uppfyllandet av miljömålen ”Levande skogar” och ”Ett rikt växt- och djurliv”.
Föreskrifterna för området är ganska omfattande, men ska inte utgöra ett hinder för bedrivande av renskötsel, varför snöskoterkörning kan förekomma, trots att det är förbjudet enligt reservatsreglerna. 

## Om flora och fauna

### Kryptogamer

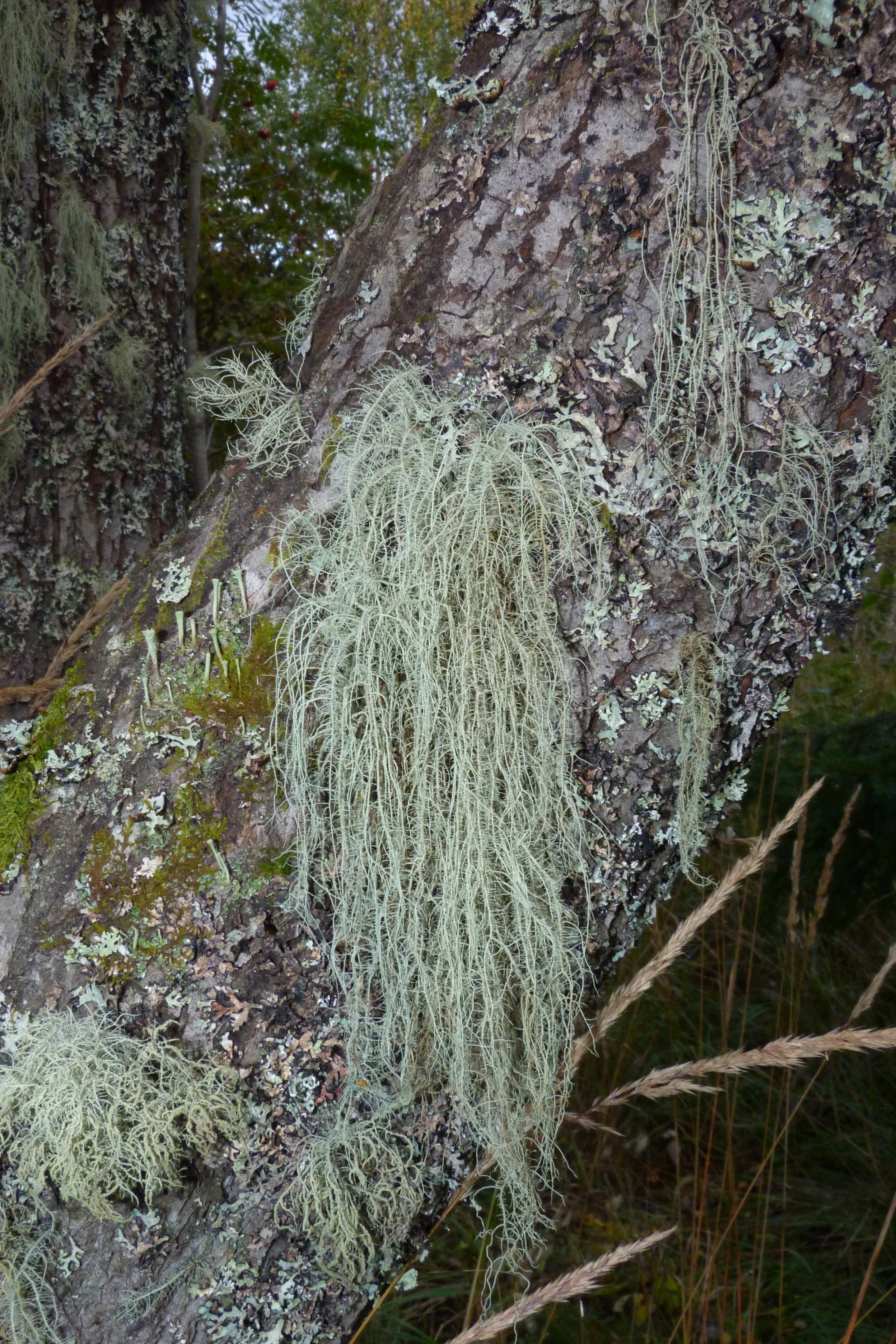
I området finns flera olika Usnea-arter, bland annat skägglav (Usnea dasypoga).

På bergssluttningarna finns områden med ekbräken. På platser med rik översilning finns örter som skogsnäva och tolta, men också skogsbräken och skogsfräken.
Längs bäckarna växer bland annat hultbräken och vattenklöver (en fanerogam).
En karaktärsart i området är den rikligt förekommande violstensalgen.
Lavfloran är synnerligen rik vilket avspeglar områdets mångskiftande karaktär och den ringa mänskliga påverkan. Trädens epifytflora är yppig med många arter av hänglavar som tillhör släktena tagellavar (Bryoria) och skägglavar (Usnea) och (Alectoria). Barrträdens lavflora karakteriseras i övrigt av arter som är vanliga i medelgamla till äldre bestånd t.ex. garnlav, brämlav, blåslav och näverlav. Asp och sälg har sin speciella lavvegetation med skrynkellav, lunglav och den mer sällsynta skrovellaven.
Här finns också vitskaftad svartspik (Chaenothecopsis viridialba), mörkhövdad spiklav (Calicium adaequatum) och småflikig brosklav (Ramalina sinensis). Lavfloran utgör sammanfattningsvis av ett representativt urval av de arter som förekommer i äldre skogsbestånd.
Mossfloran är synnerligen rik, speciellt vad beträffar levermossorna. Genom att det finns så mycket lågor i varierande nedbrytningsgrad, finner man arter som annars är hotade av det moderna skogsbruket. Här finns också vedtrappmossa (Anastrophyllum hellerianum), vedsäckmossa (Calypogeia suecica) och liten hornflikmossa (Lophozia ascendens).
I området kan man finna många intressanta svamparter, som till exempel de vedlevande svamparna harticka (Inonotus leporinus), laxporing (Oligoporus placenta), lappticka (Amylocystis lapponica), fläckporing (Antrodia albobrunnea), doftticka (Haploporus odorus), ostticka (Skeletocutis odora) och blackticka (Junghuhnia collabens), gräddporing (Cinereomyces lenis), borsttagging (Gloidon strigosus), lateritticka (Oligoporus lateritius) och gräddticka (Perenniporia subacida).

### Kärlväxter
I sydbranterna finns den intressantaste kärlväxtfloran, med arter som hällebräken, nattviol, spädstarr, trolldruva, tibast, tolta och örnbräken.

### Insekter
I de murkna "lågorna" är insektsfaunan rik med många sällsynta och av skogsbruket hårt trängda arter. Områdets skalbaggsfauna är väl studerad med mer än 394 arter noterade, varav många med mycket begränsad utbredning i Skandinavien. Många av arterna är indikatorarter på naturskog som till exempel större barkplattbagge (Pytho kolwensis) och reliktbock (Nothorhina muricata). Den större barkplattbaggen hittades i området 1982. Vid en inventering 2005 hittades den på två lågor. Vändåtberget är ett av de två områden där flera lokaler kan ha spridningskontakt.,  
Andra ovanliga skalbaggsarter som hittats i området är kortvingen Olisthaerus substriatus och skrovlig flatbagge (Calitys scabra).

### Fåglar och däggdjur
Karaktärsfåglar på försommaren är rödstjärt, tornseglare, svartvit flugsnappare, grå flugsnappare och i reservatet finns också lavskrika, tofsmes, trädkrypare, tjäder, orre och järpe. Av rovfåglar och ugglor kan bivråk, fiskgjuse, pärluggla, slaguggla och vid goda gnagarår även hökuggla ses och höras i området. Av däggdjur förekommer bland rovdjuren mård, men även björn och lodjur.

## Kulturhistoria
Det fanns för kulturinventeringen 2015 inga kända fornminnen eller kulturhistoriska lämningar inom området. Det berodde enbart på att området inte har varit föremål för närmare inventering.
Kartor från slutet av 1700-talet visar att Vändåtberget vid den tiden tillhörde Stavars Jaures Lappland. Det är den tidigaste form av kolonisation som finns dokumenterad. Lappskattelanden var avgränsade landområden som nyttjades av samer mot en viss skatt till kronan. Landindelningen torde dock ha funnits långt innan samerna inordnades i det svenska skatteväsendet.
Ännu längre tillbaka i tiden var marken troligen mer utnyttjad. Under yngre stenålder (3000–1500 f.Kr.) var Norrland välbefolkat, speciellt utefter Ångermanlandskusten. Under den sista perioden av stenåldern bosatte sig folk även i landskapens inre vid insjöar. Vid Mitti-Holmsjön har man funnit en pilspets som åldersbestämts till cirka 4 000 år. Boplatsen har troligen varit på en udde i norra kanten av Mitti-Holmsjön, där fynd gjordes av bland annat stenskrapor att skrapa hudar med. Bosättningen livnärde sig av jakt och fiske.
En klimatförsämring århundradena närmast före Kristi födelse gjorde att folk drog sig söderut. Från yngre järnåldern (tiden efter 400 e.Kr.) finns många fynd i mellersta Norrland. Från denna tid och framåt ökade den mänskliga verksamheten i landskapet – enligt analyser ur pollendiagram. Efter hela Norrlandskusten skedde uppodling. En ökning av pollen kring 1000-talet från arter av kovallsläktet och dunörtssläktet tyder på att bränder utnyttjats för att röja skog.
Befolkningen koncentrerades till Ångermanlandskusten, men fluktuerade starkt under de många krigen på 1500- och 1600-talen. Tiden omkring 1560 bildar en höjdpunkt. Till trakterna runt Vändåtberget kom nybyggarna i mitten av 1700-talet. Innan dess var övre delen av Björna socken ett av samer glest befolkat område, som sträckte sig många mil mot Åsele, Fredrika och de äldre byarna i Björna. Renhjordar hade antagligen i århundraden drivits ner till vinterbeteslanden vid Remmarn, ner mot Locksta och vissa år ända ner till kustlandet. Det var samebyarna i Vilhelmina som flyttade till dessa trakter vintertid.
I de sydligaste lappmarkerna skattade samerna direkt till kronan och kallades därför "konungalappar".
År 1742 påbjöd Kungl. Maj:t avvittringen av Ångermanland. I Ångermanland var motsättningarna hårda mellan bruken och den svedjande och brädsågande allmogen.
Vid syneförrättning 1753 på samen Hans Hanssons skatteland beslutades att upparbeta ett nybygge i Remmarn. Bröderna Nils och Per Nilsson som var av finsk härstamning fick tillstånd till detta och byn kan sägas ha grundats året efter, 1754.
Staten uppmuntrade folk att bli nybyggare med så kallade frihetsår – skattefrihet under ett visst antal år och befrielse från utskrivning till soldat eller båtsman. Bröderna Nilsson fick femton frihetsår.
1763 upptogs ett andra nybygge i Remmarn.
Locksta by ligger på god mark i en sydsluttning. I dessa trakter har samerna i århundraden haft sina vinterbetesland för renhjordarna. 1765 fick Erik Persson-Kempe tillstånd för ett nybygge i Locksta med arton års skattefrihet. Som mest bodde i byn ett trettiotal personer. 
Lockstatorpet tillkom i början av 1800-talet. Vid denna tid återupptogs avvittringen för att främja landets uppodlande. Den andra avvittringen avslutades för Västernorrlands län 1869.
Från 1837 finns en karta över krononybygget Remmarns ägor, som upprättats för avvittring och skattläggning. Där finns skogsmarken i "Wendåtberget" beskriven av Laur Östlund 1858. Skogen beskrevs till stora delar som "sandhed utan bete och oduglig skog". Mittiberget och Ytterberget kallades "oländligt berg utan bete och oduglig skog". De fuktigare skogspartierna i östra området, som senare dikades, kallades skogen "stenbunden grantjäl, giver något bete". Det var tydligen bara om skogen kunde användas till bete som den klassades som tjänlig.
Området vid Holmsjöarna betecknades som "kronoöfverloppsmark", det vill säga mark som vid avvittringen tillföll kronan men inte avsattes som kronopark. Kronoöverloppsmark karterades därför inte.
Ända in på 1900-talet fortsatte nykoloniseringen av trakten kring Vändåtberget. I Holmsjö, mellan Ytter- och Mitti-Holmsjön, upptogs ett nybygge 1915 där skogsarbetaren Pelle Lindberg bosatte sig. Familjen odlade upp en del mark och kunde med hjälp av utslåtter föda tre kor. I slutet av 30-talet brann dock huset ner och nu är spåren borta frånsett en frodig blomsteräng.
Torpet Myre i väster var bebott från 1900-talets början till 1940-talet. Vid dammen väster om Sör-Holmsjön bodde en familj i en koja fram till 1917.
Den senaste bybildningen i området skedde i början av 1930-talet, när Lövlund tillkom, som ett av fyra krononybyggen i Björnatrakten.

## Närliggande reservat
Det finns ett antal reservat i närområdet. De närmaste är Granliden i sydväst och Killingkullen i nordväst.

## Kartografi
Först gången Vändåtberget omnämns i kartsammanhang är 1786, då skogsmarkerna redovisas på ”Charta öfwer Låcksta inägor”. Där omnämns Vändåtberget som ”Vänåt Gigal”. Gigal anspelar på det äldre namnet för Gideälven, Gigan.
Den första egentliga kartan över trakten ritades 1758 i samband med att gränsen mellan Ångermanland, Västerbotten och Åsele lappmark skulle fastställas. Där anges bland annat gränserna för lappskattelandet Stavarsjaur där Vändåtberget låg. Sedan gränsen fastställts 1766 producerade lantmätare Johan Törnsten 1771 en karta över hela Västernorrlands län med både lappskattelanden och Lägstaån ("Lexa ån") inritade. Det var troligen den kartan som låg till grund för den som sedan trycktes i boken om Abraham Hülphers Norrlandsresa 1758, som gick i tryck 1780.
Från 1837 finns en karta över ägorna vid krononybygget i Remmarn. Det upprättades för avvittring och skattläggning. Där finns skogsmarken i "Wendåtberget" beskriven av Laur Östlund 1858.
På Västernorrlandskartan från 1864 finns området väl återgivet. Alla tjärnar utom Inner-Abborrtjärnen finns utritade, däremot finns inga berg angivna. Bland sjönamnen kan noteras att Mitti-Holmsjön i denna tryckning har namnet Norra Holmsjön.
Den ekonomiska kartan i skala 1:10 000, med tryckår 1963, kom att innehålla alla de namn på berg, sjöar och tjärnar som numera är i bruk. Vändåtberget var delat på två kartblad i serien 20 I Björna, ”6e Sör-Holmsjön” och ”5e Grankullen”.
För att komplettera nuvarande topografiska karta över området, är en specialkarta över reservatet under framtagande (2014). Avsikten är att iordningställda en karta som underlättar orienteringen för den som vill röra sig i området.

### Kartgalleri

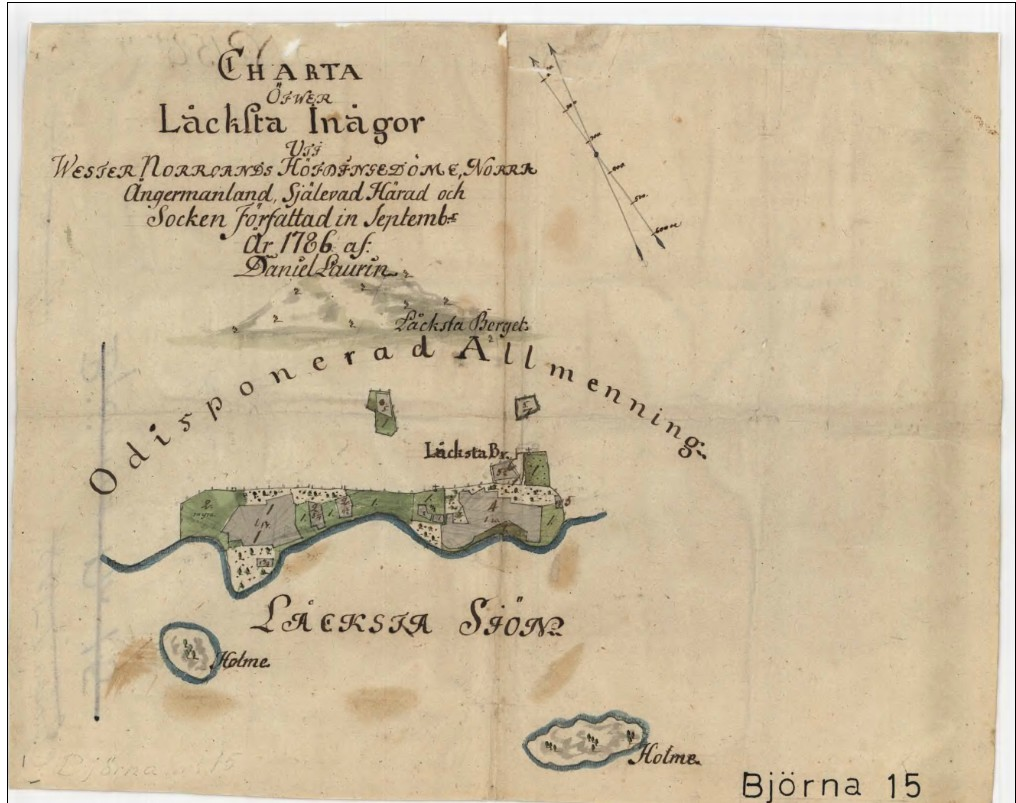
Karta över Locksta by, från 1786
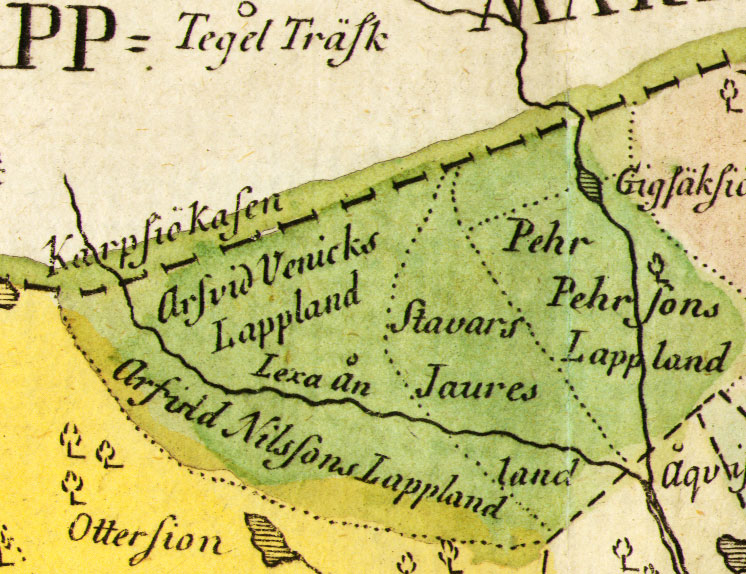
Abraham Hülphers karta över Vändåt-området, från 1780
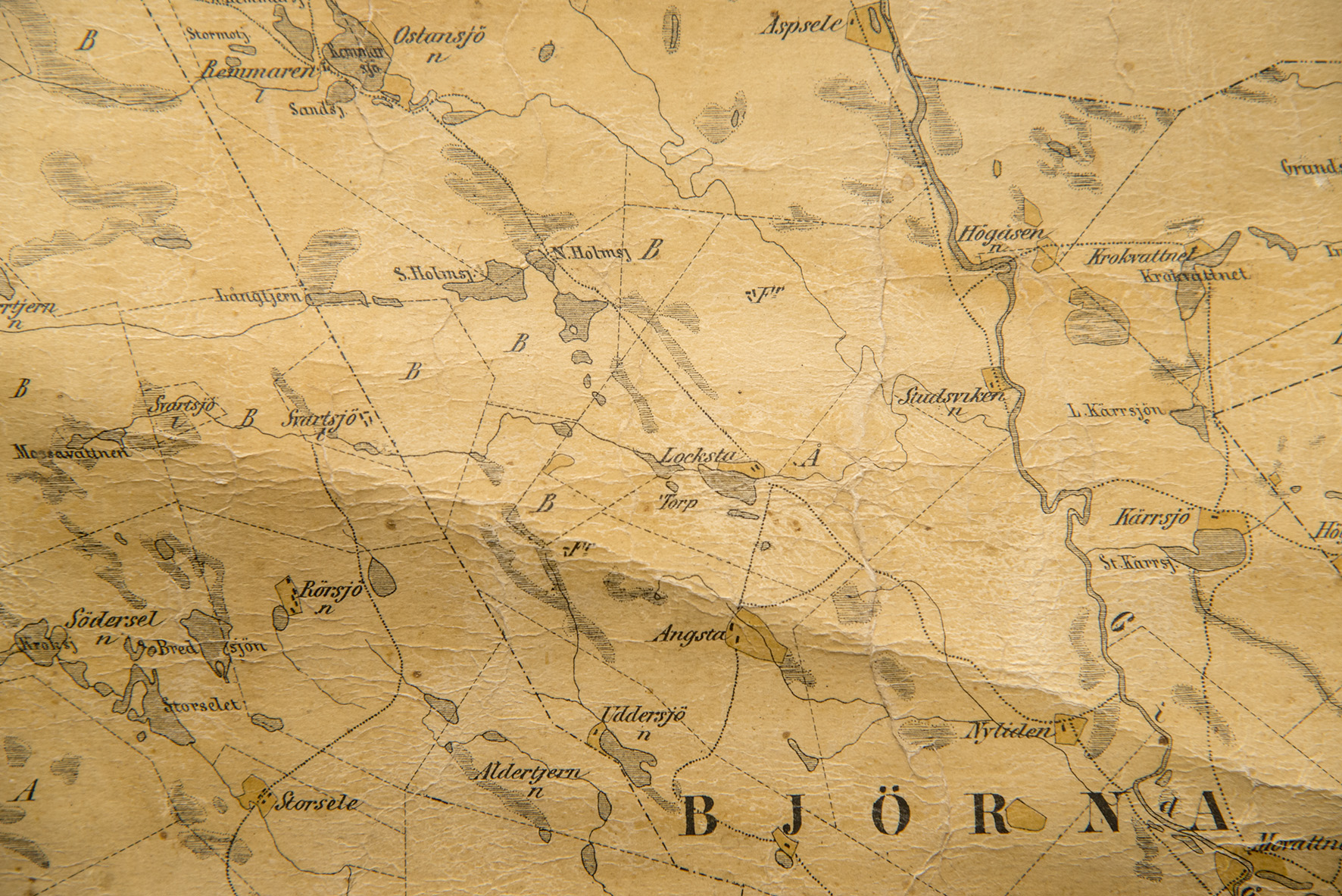
Ett utsnitt från 1864 års Västernorrlandskarta, över Vändåtberget med omnejd
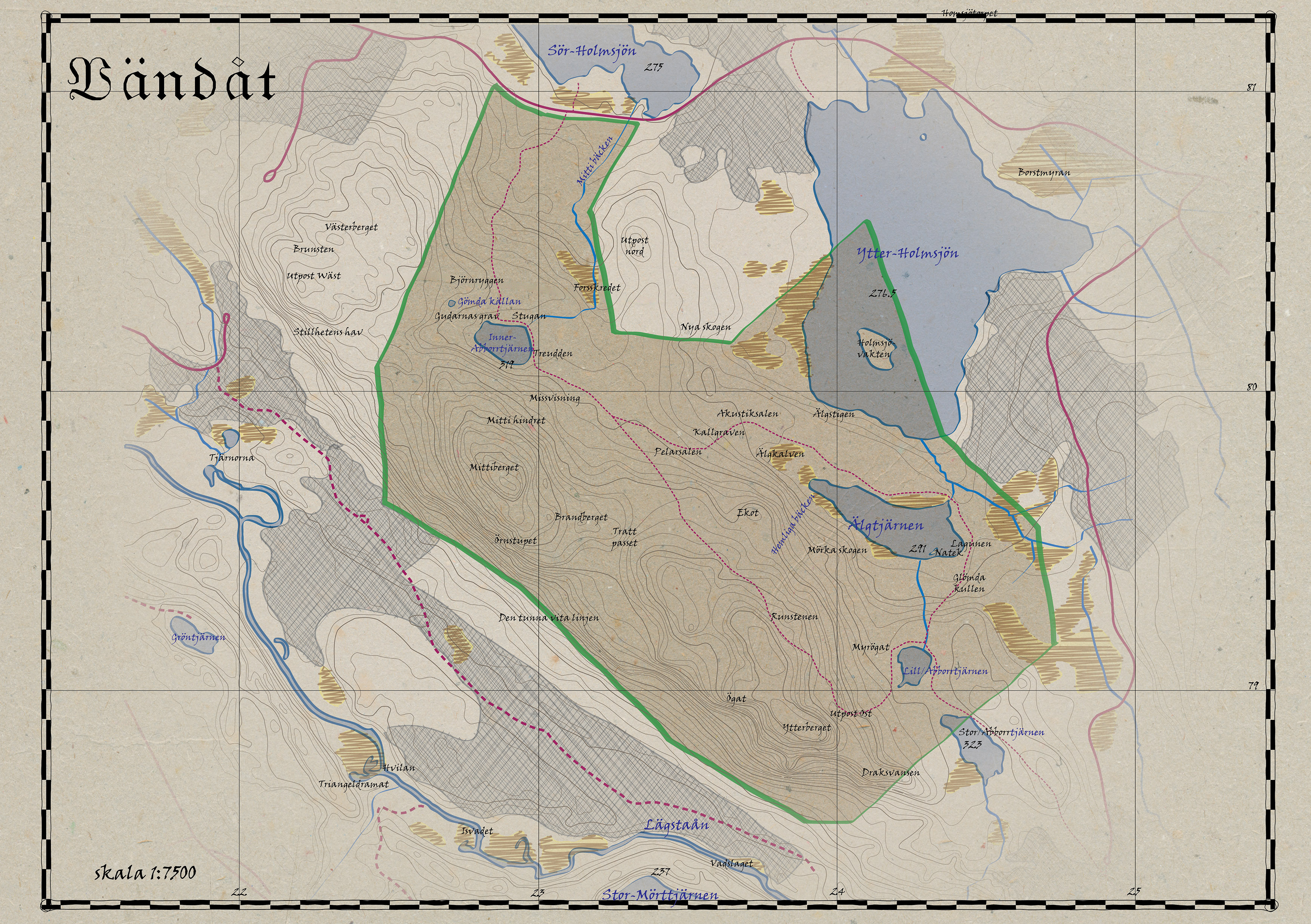
Första versionen av den kommande vildmarkskartan över naturreservatet

## Bildgalleri

### Allmänt galleri

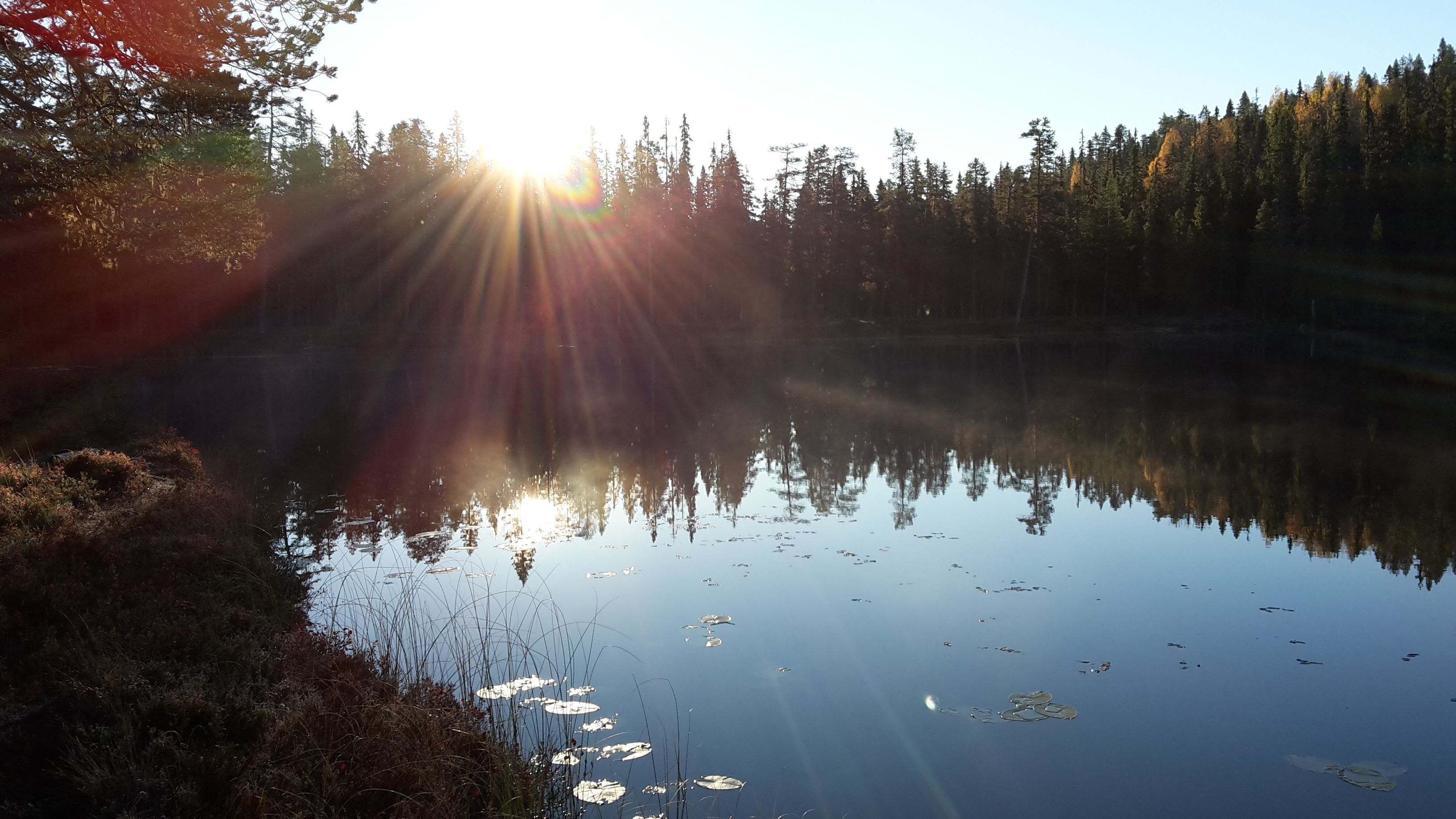
Gryning vid Inner-Abborrtjärnen den 11 oktober 2015.
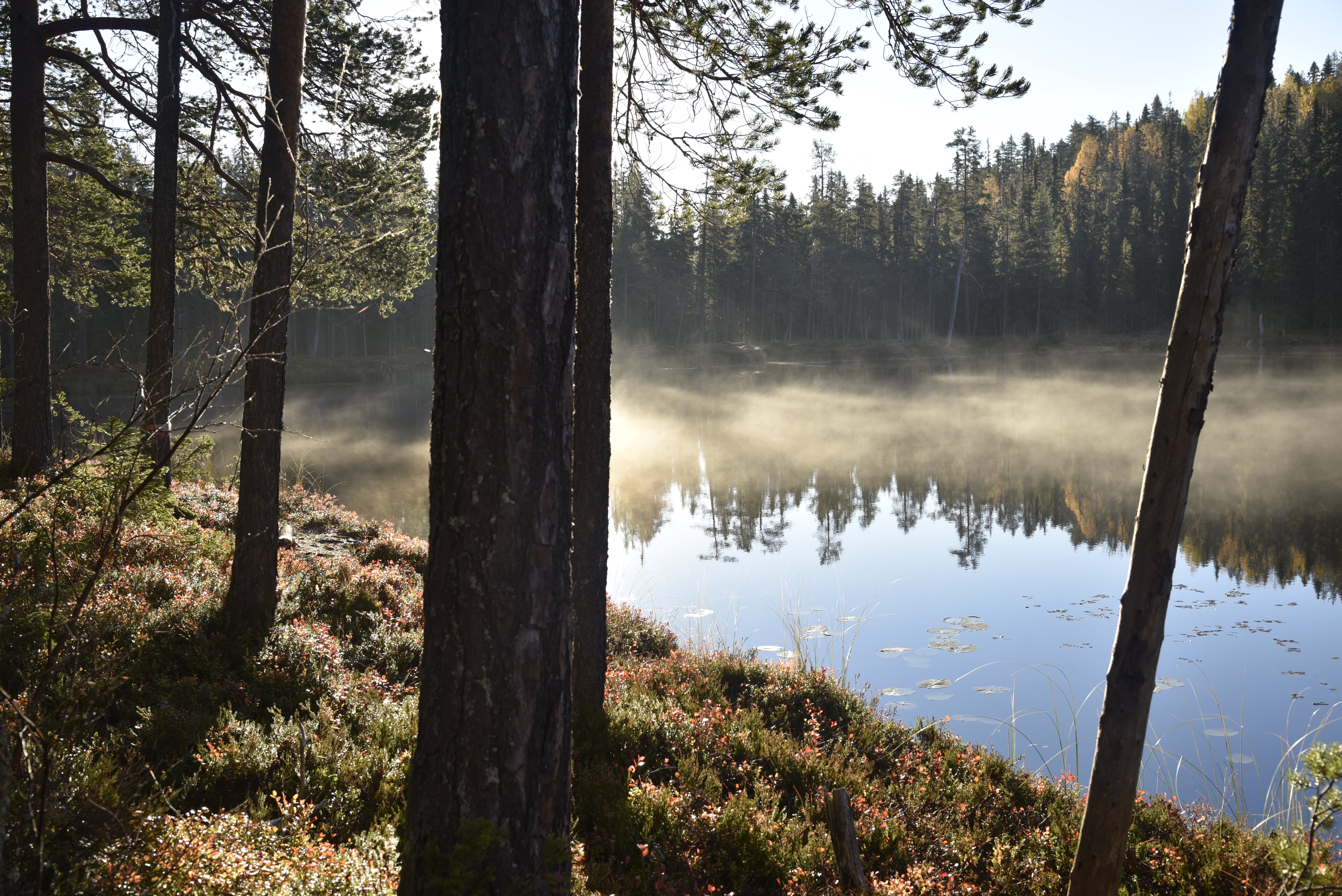
Inner-Abborrtjärnen i morgondis, samma morgon.
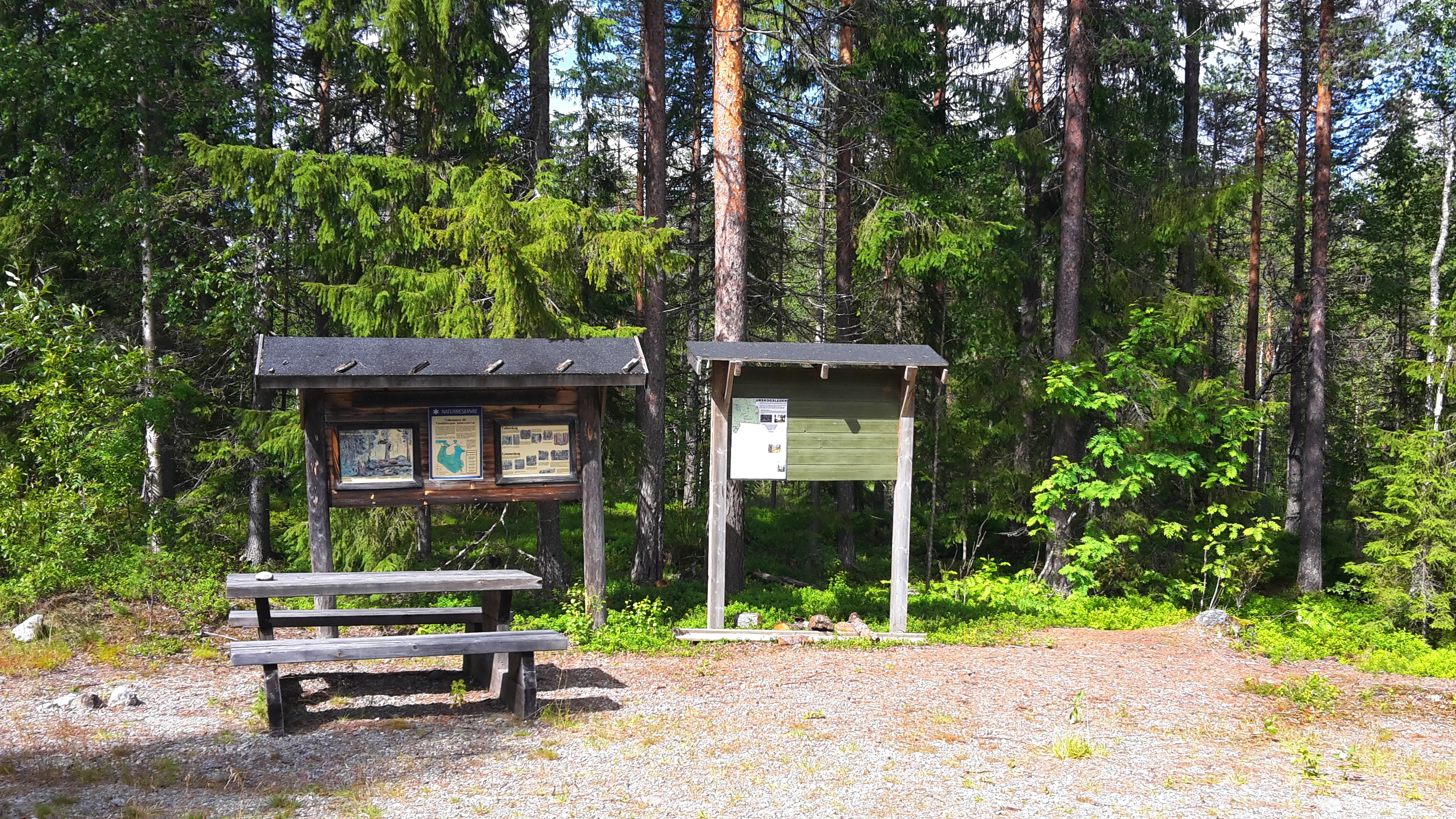
Informationstavlor vid parkeringen till Vändåtbergets naturreservat.
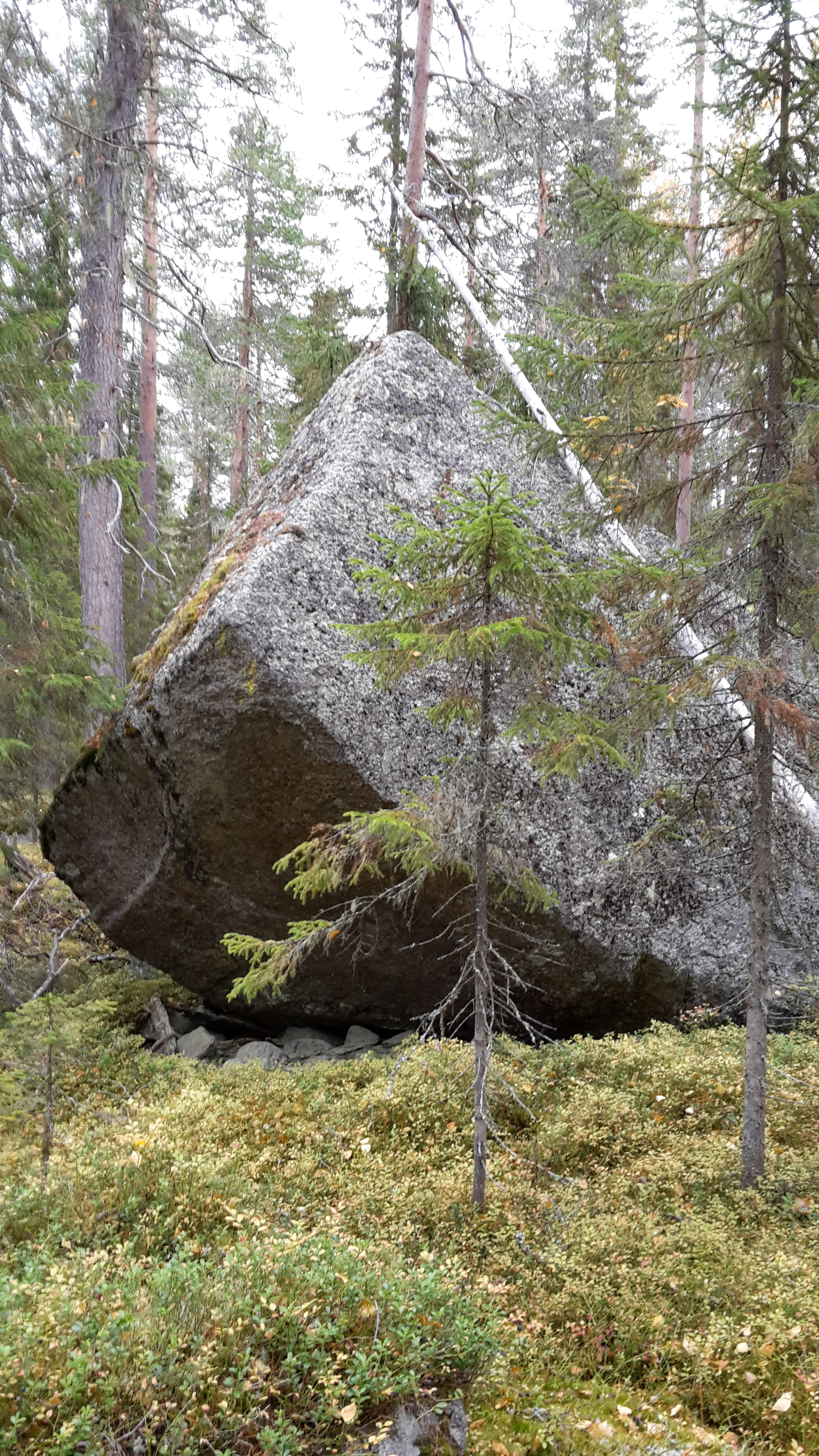
Ett flyttblock vid Västerberget, med idealiska krypin för mindre däggdjur.
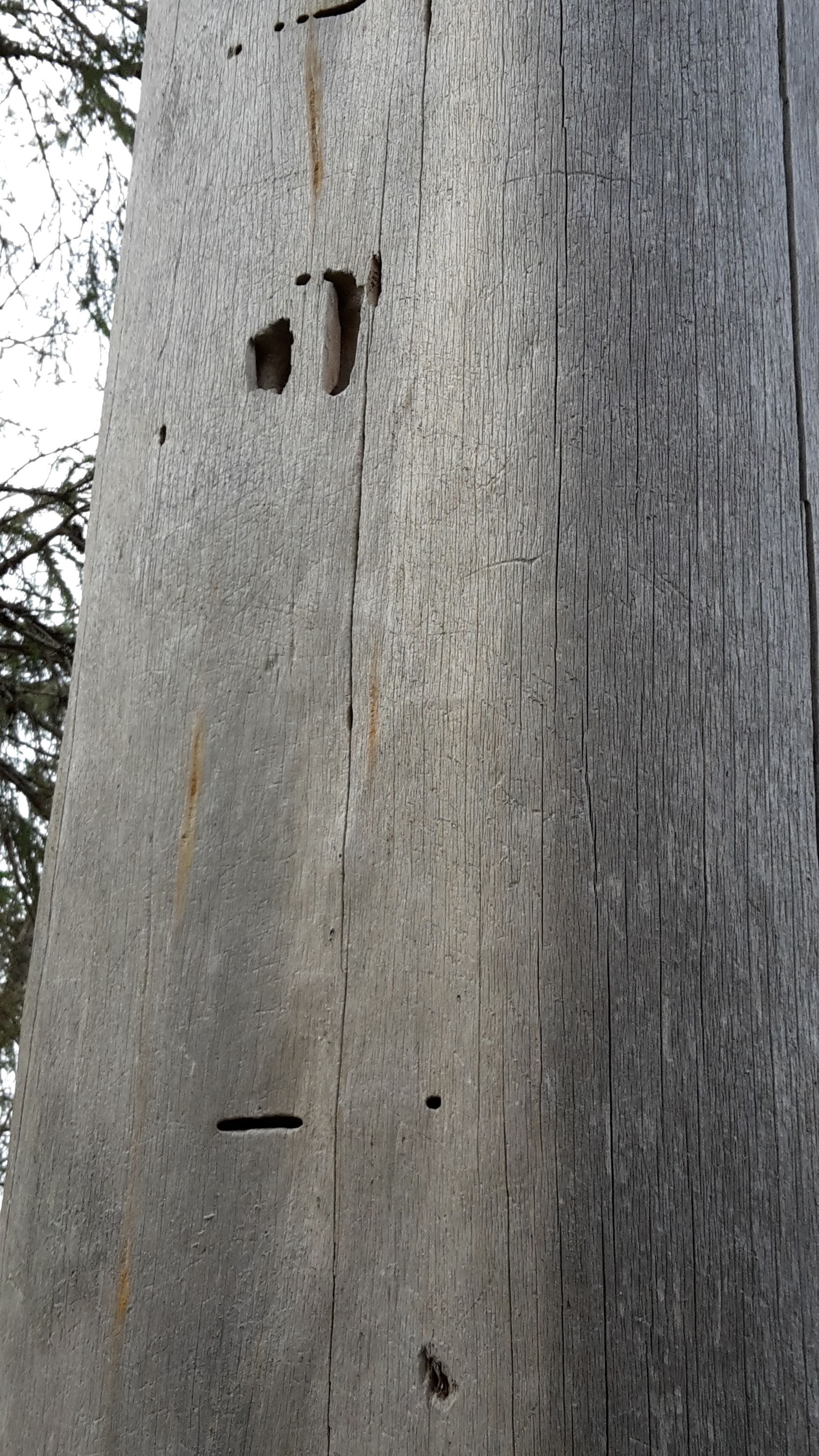
En gammal torrak vid Älgtjärnen.
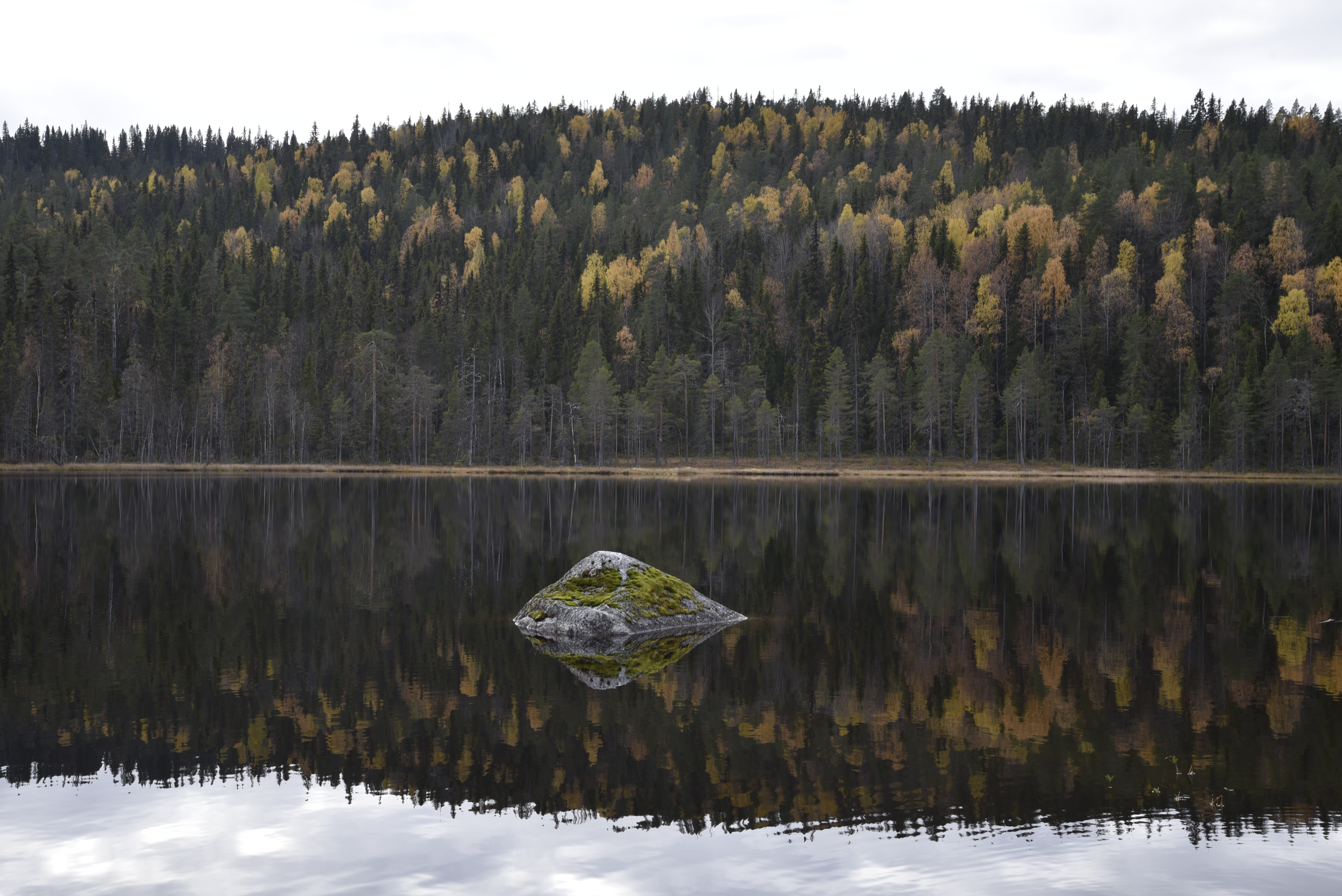
Utsikt över Älgtjärnen mot söder.
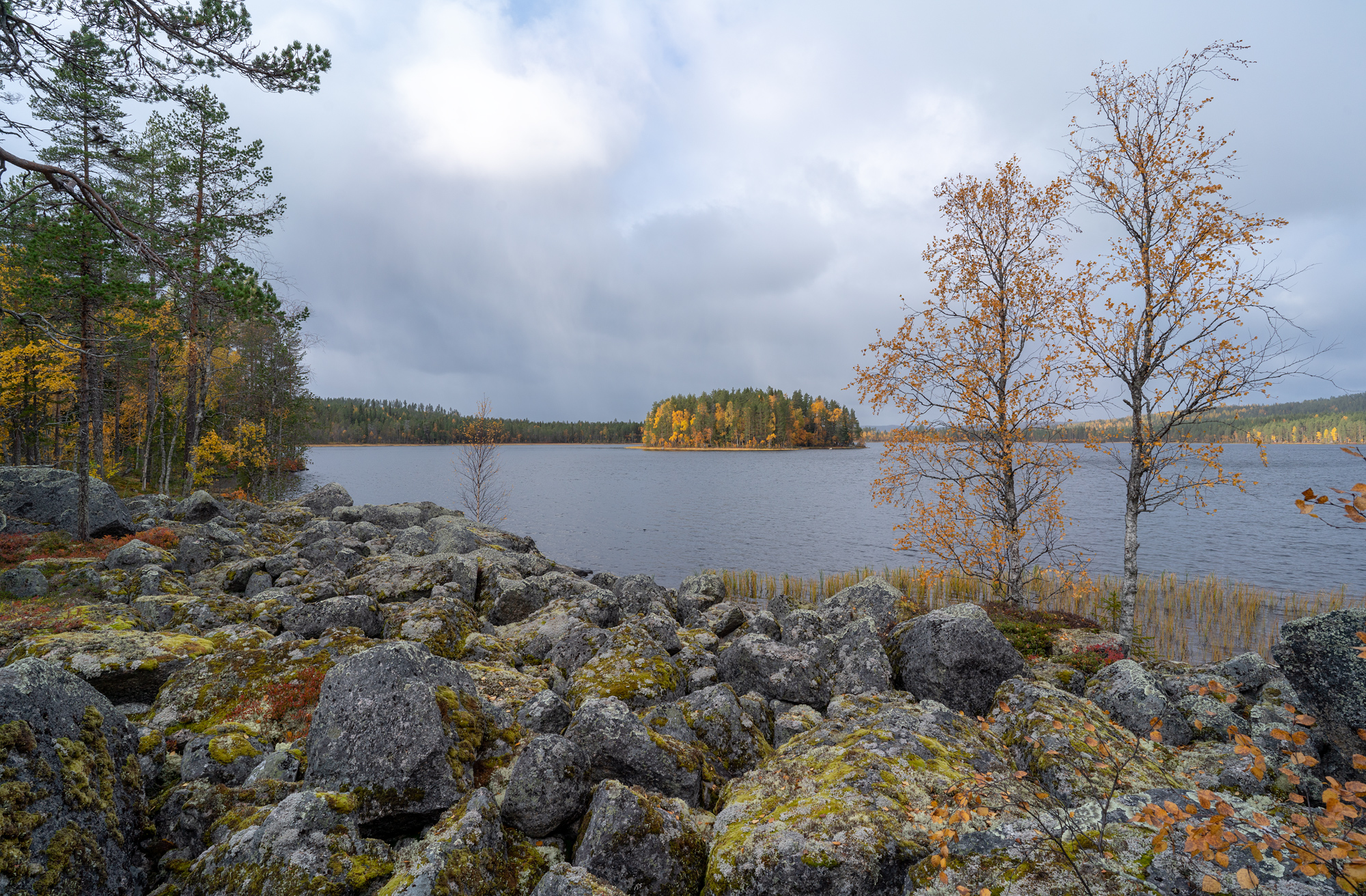
Utsikt från sydöstra hörnet av Ytterholmsjön mot Storholmen.
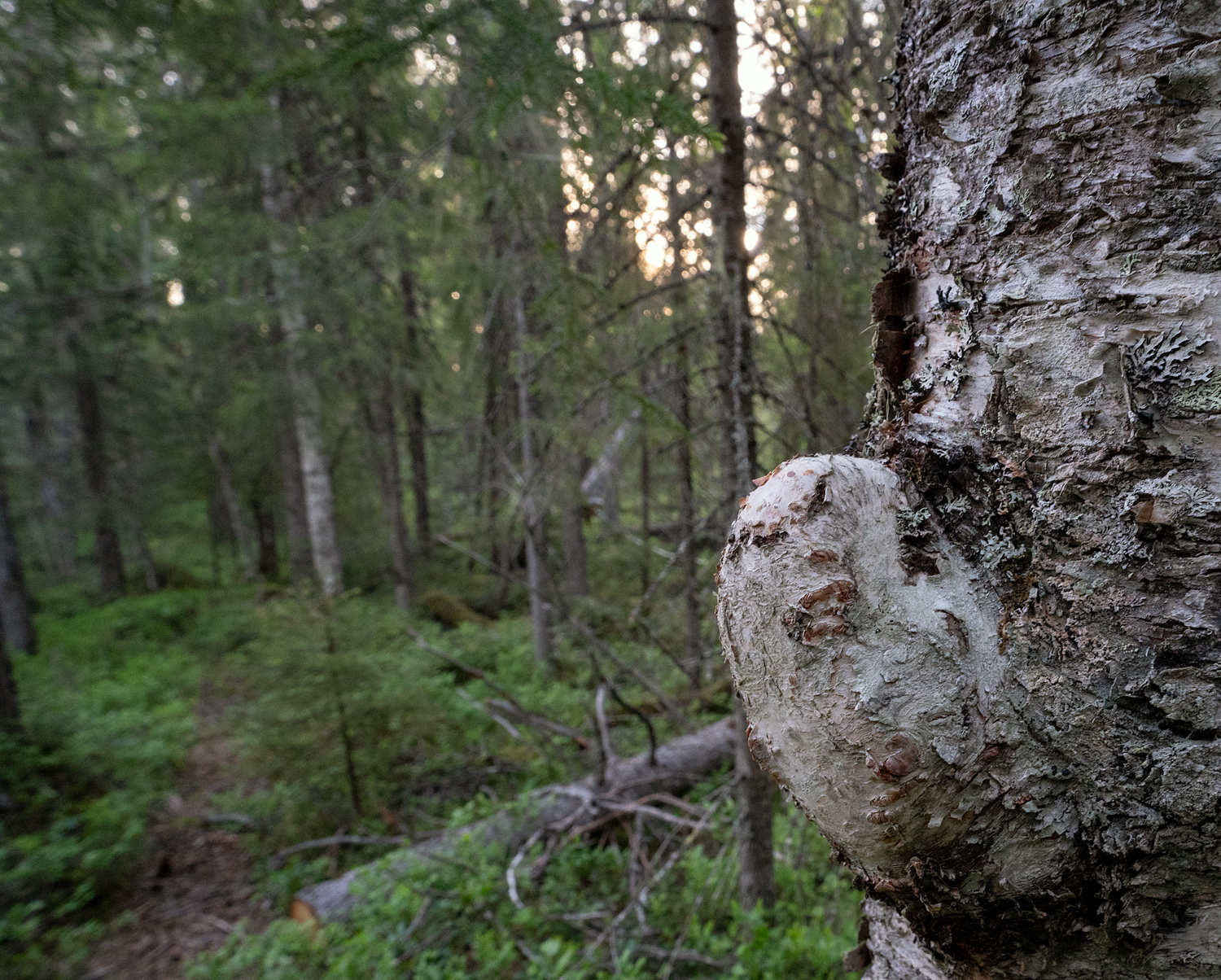
En trädande försöker slita sig loss från sin boning.
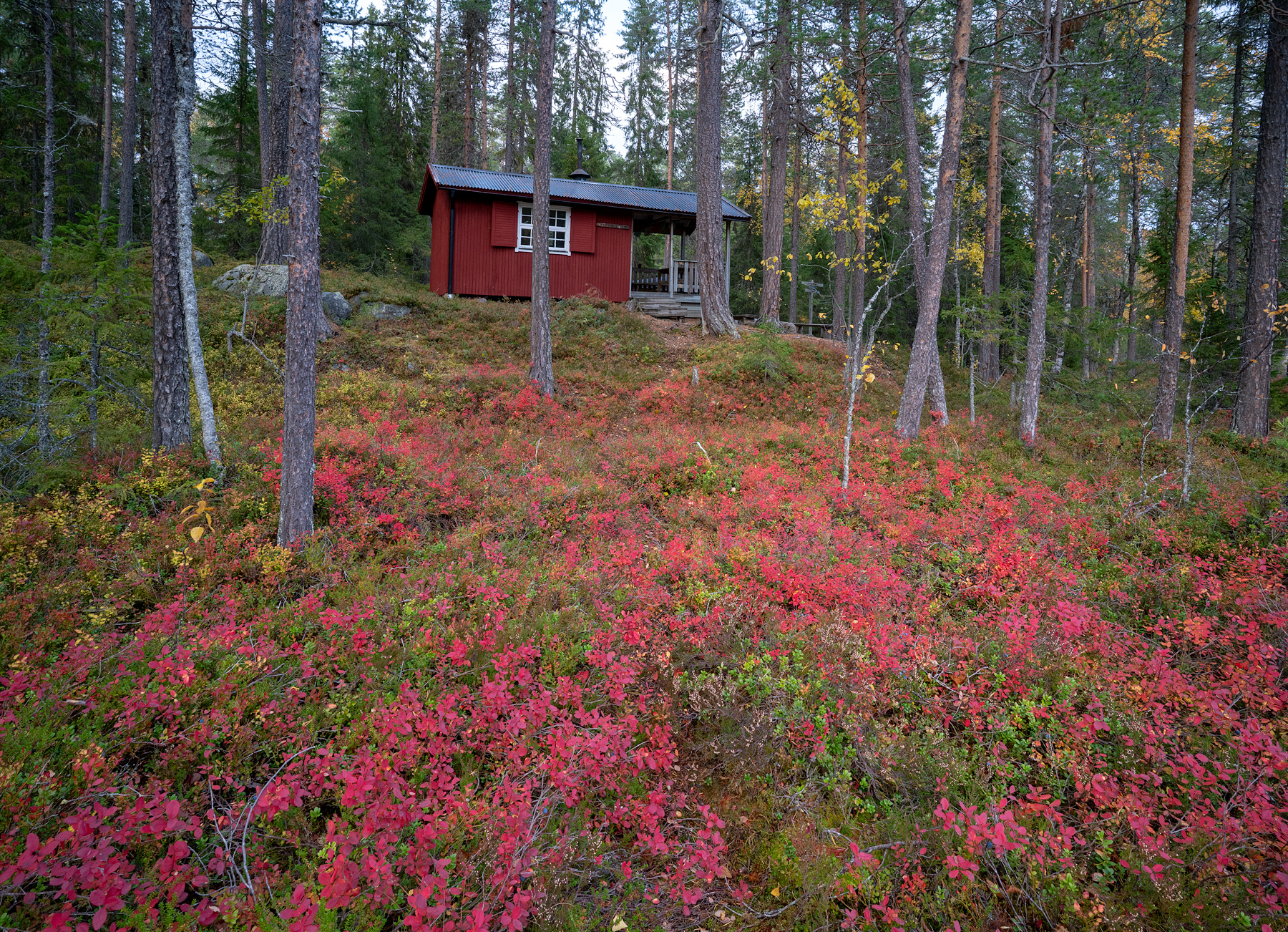
Raststugan vid Inner-Abborrtjärnen i höstfärger.
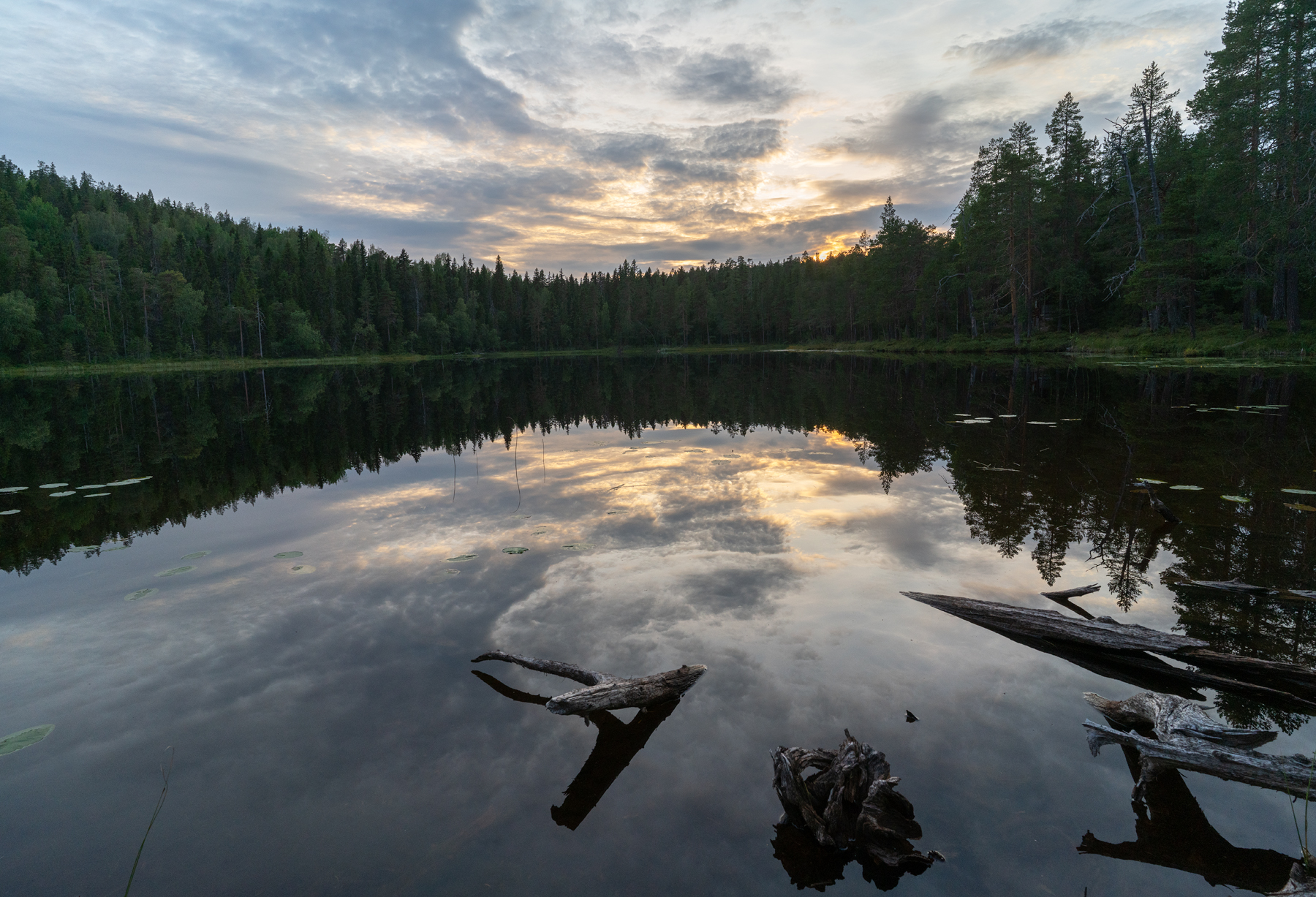
Solnedgång över Inner-Abborrtjärnen.
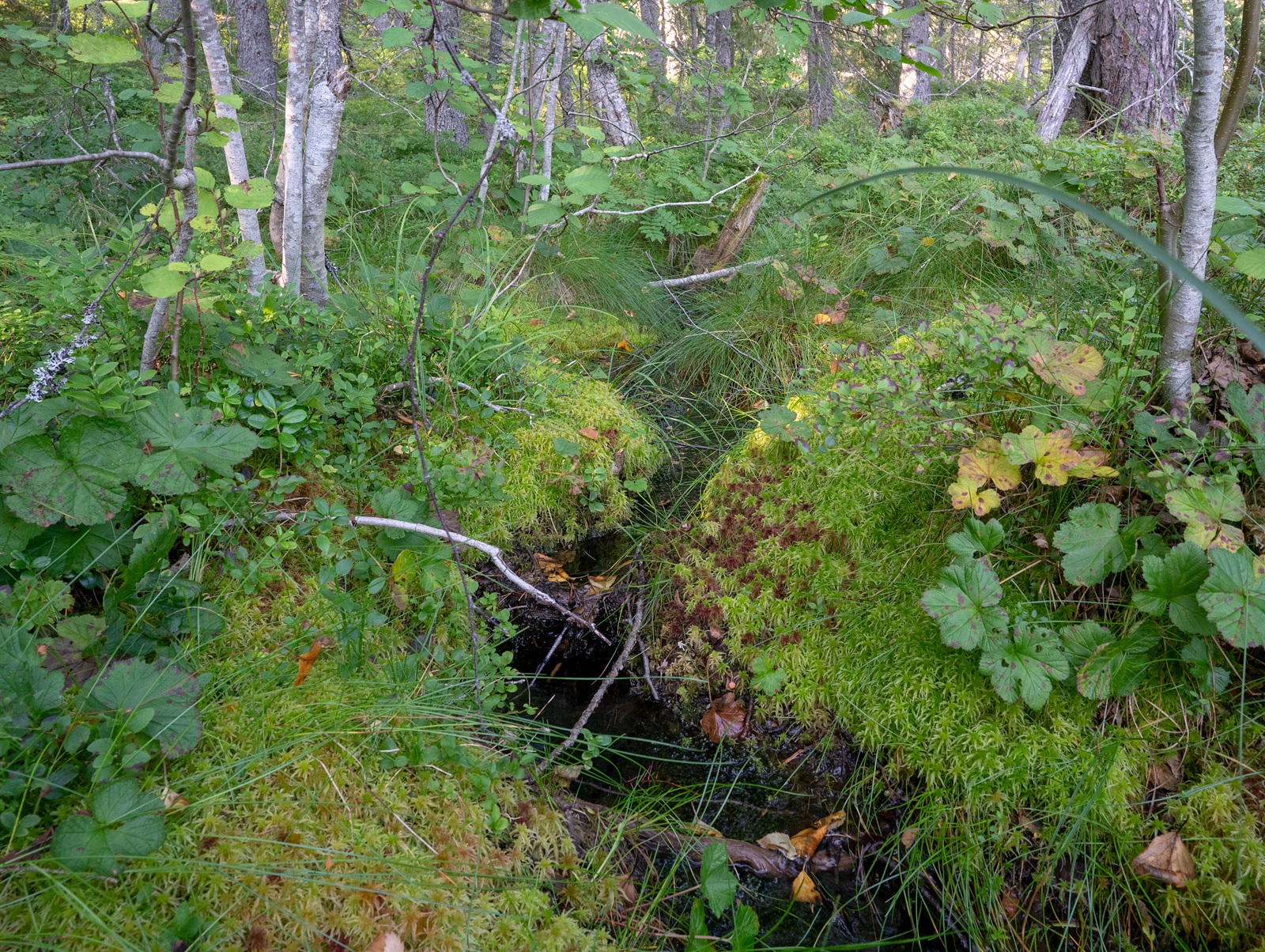
Hemliga bäcken på väg mot Älgtjärnen.
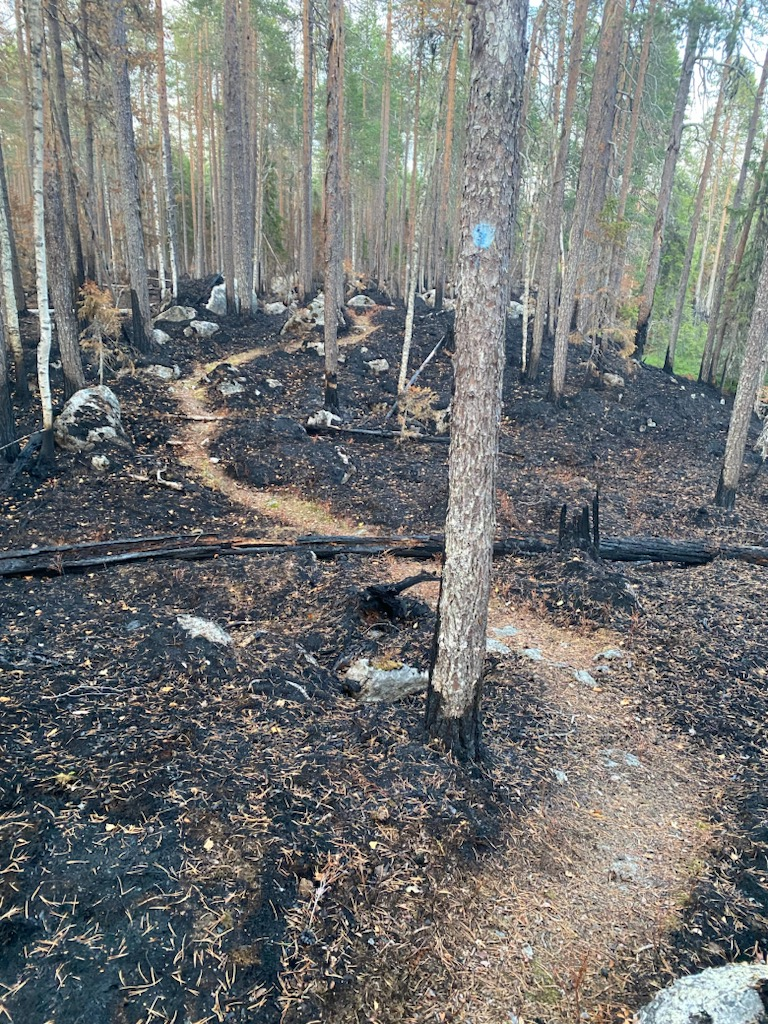
Skogen vid Älgtjärnen månaden efter naturvårdsbränningen.

### Reservatsutvidgningen 2015

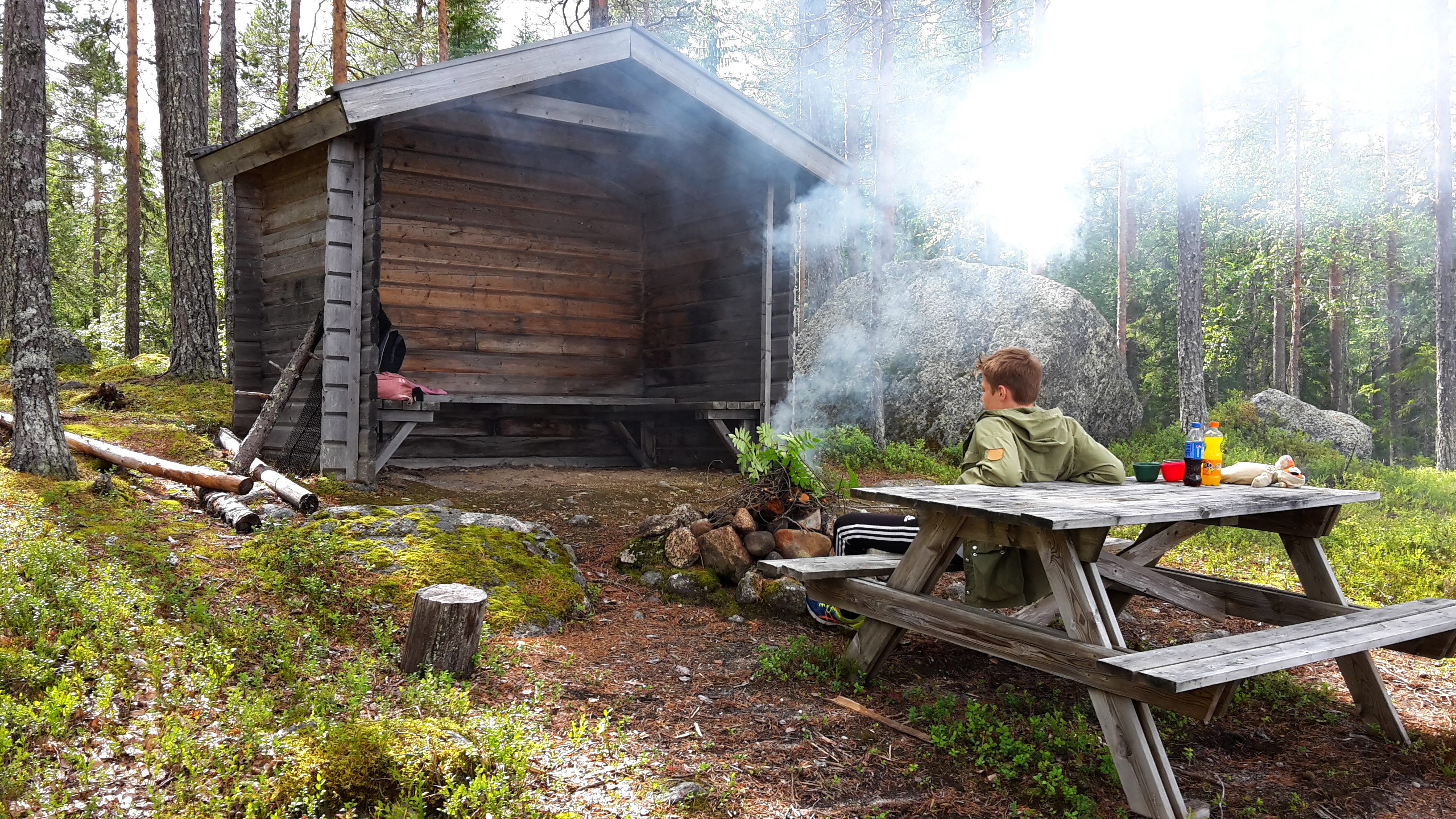
Vindskyddet vid Mitti-Holmsjön, ett av de partier som ingår i reservatsutvidgningen.
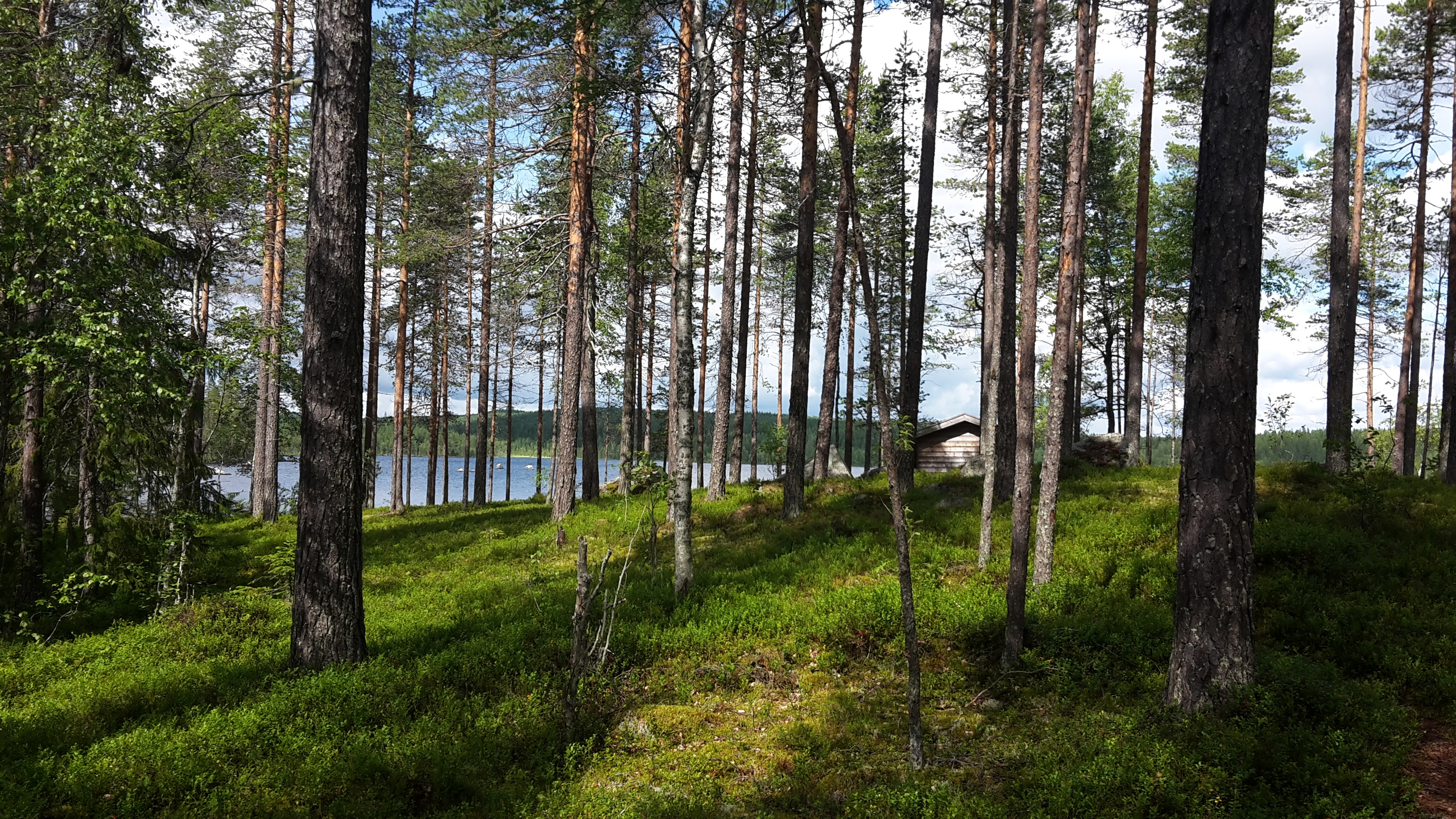
Utsikt vid vindskyddet mot Mitti-Holmsjön.
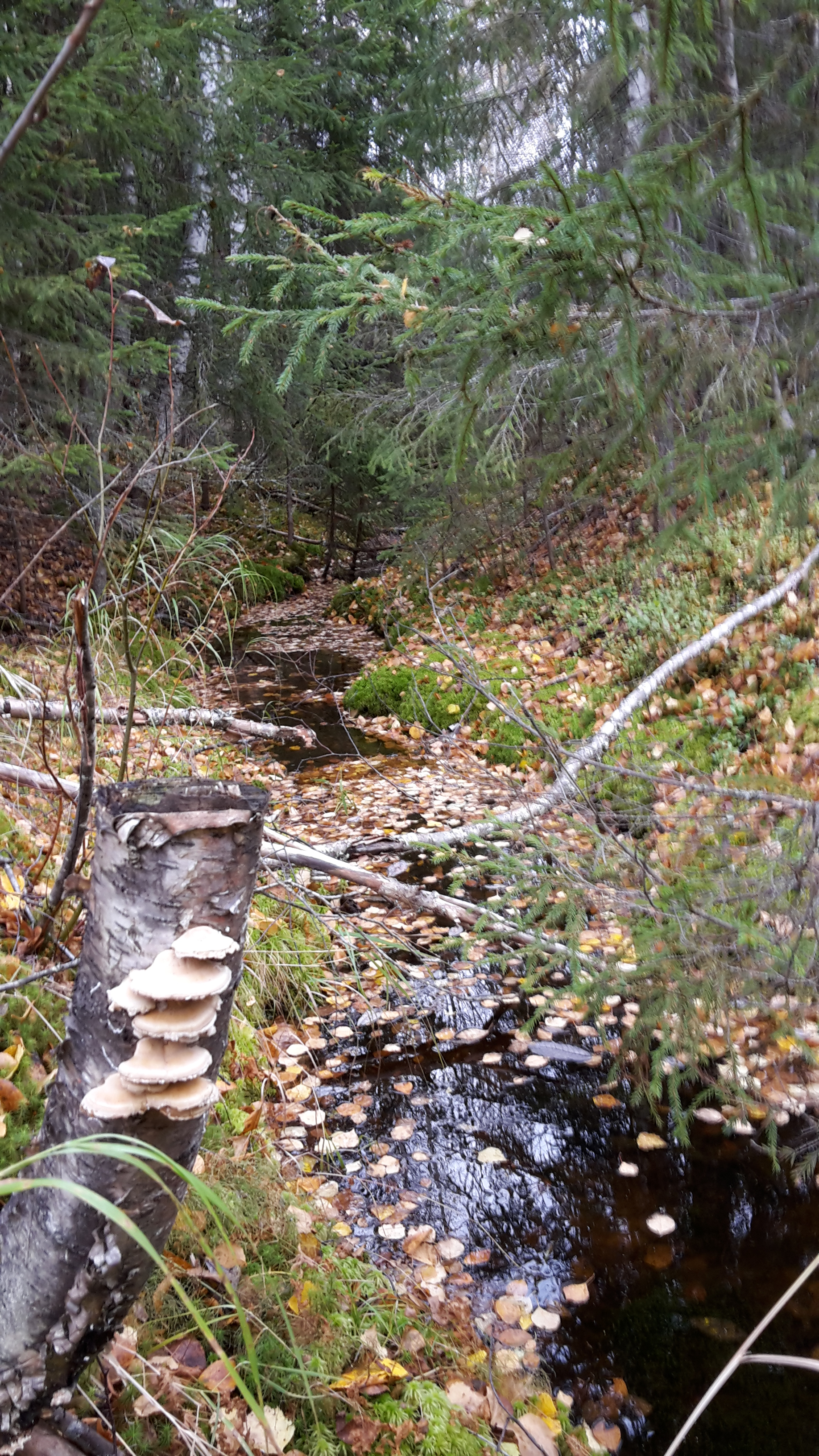
I reservatsutvidgningen vid Mitti-Holmsjön, Gömda bäckens utlopp mot sjön.
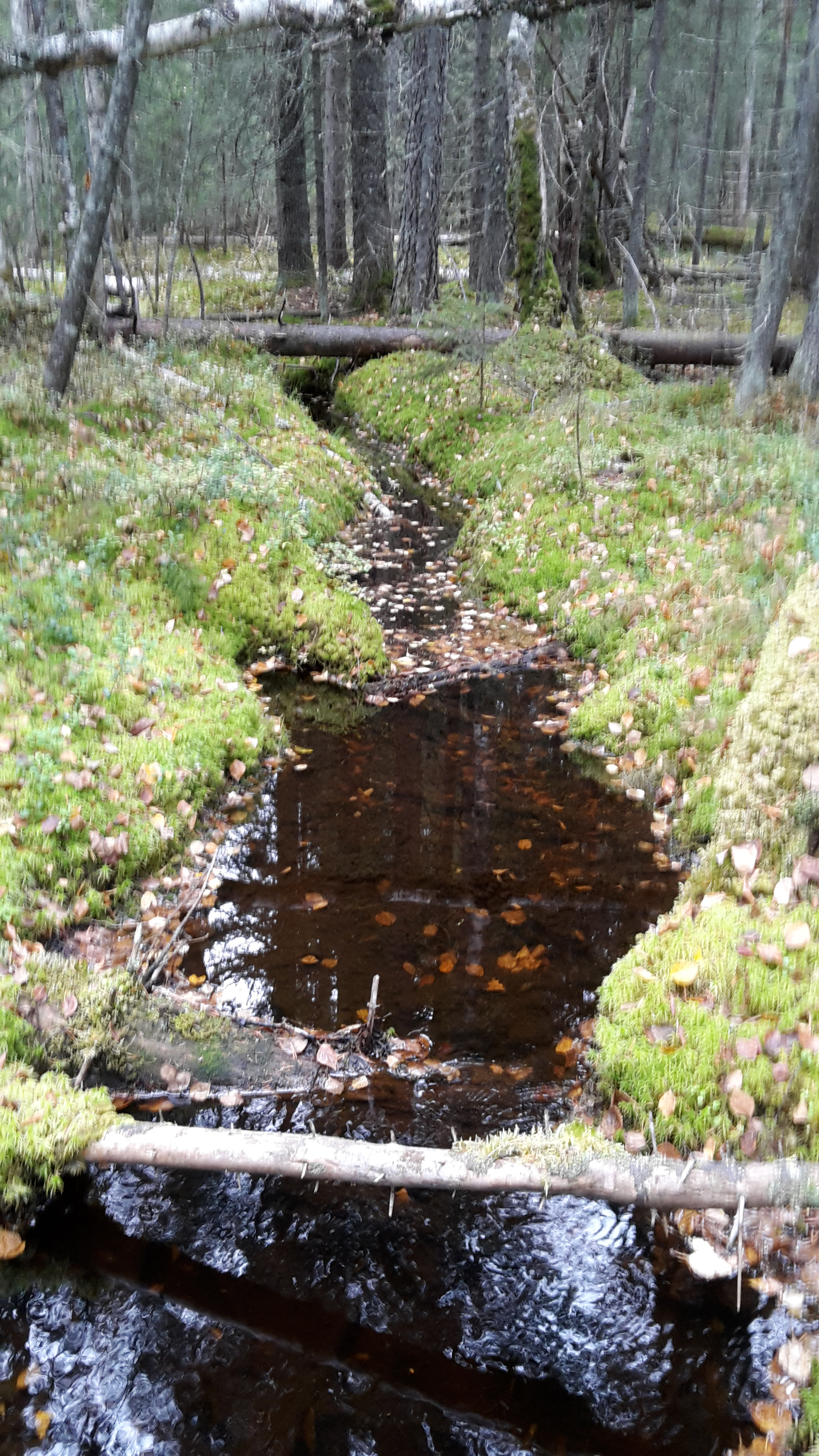
Foto från den trolska skogen vid Mittibäcken.
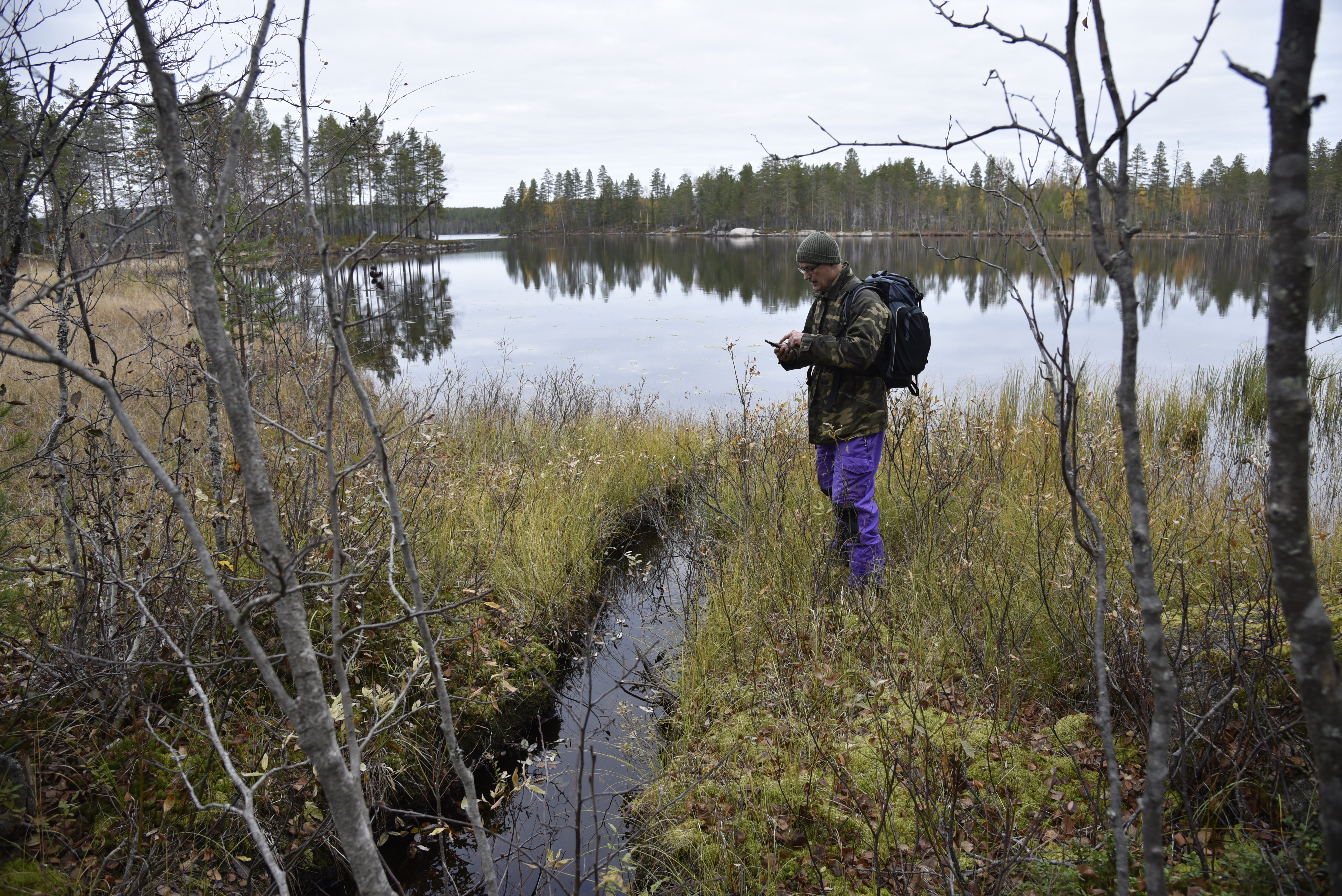
Vid Mittibäckens utlopp i Sör-Holmsjön.
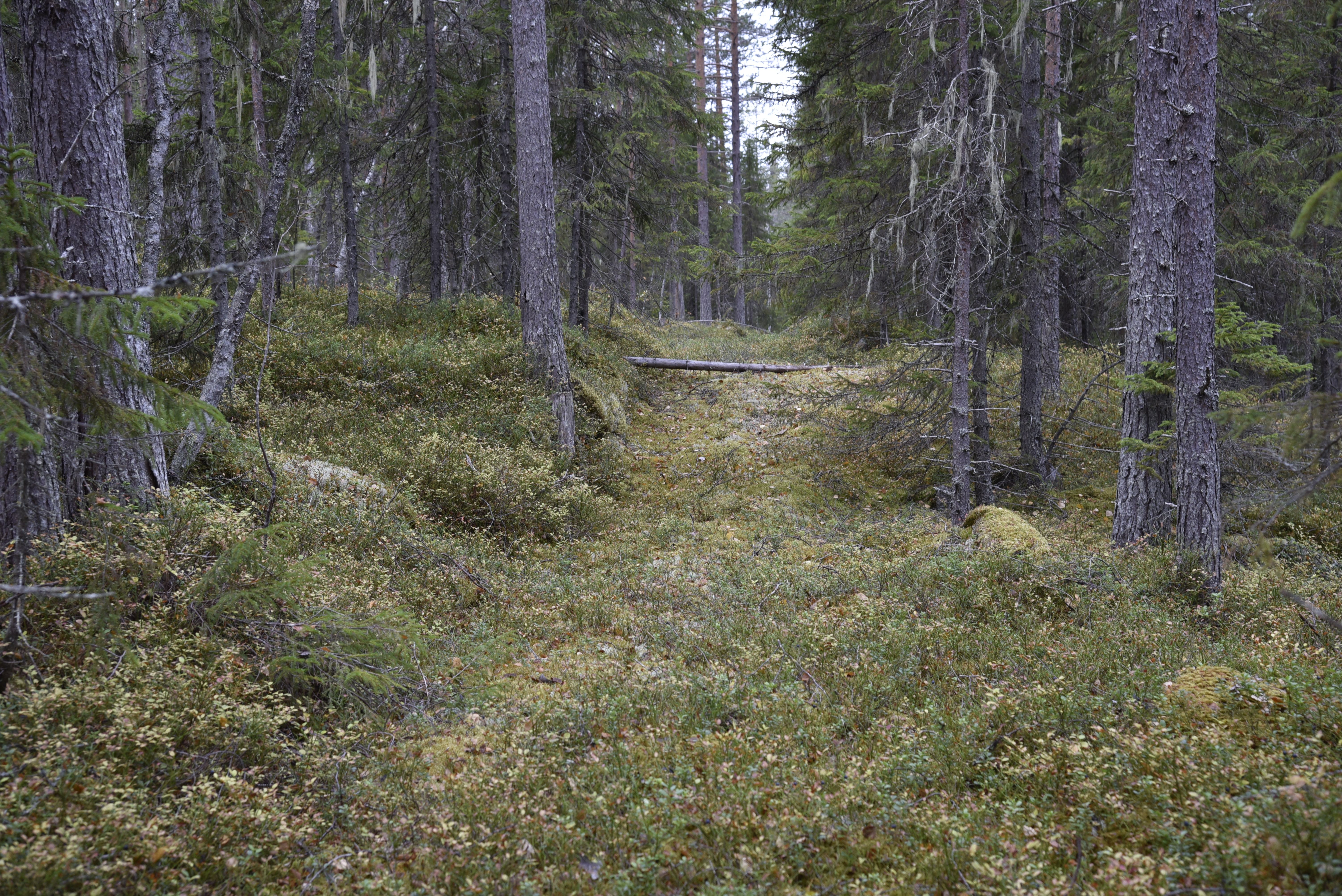
Igenväxande väg norr om Västerberget.
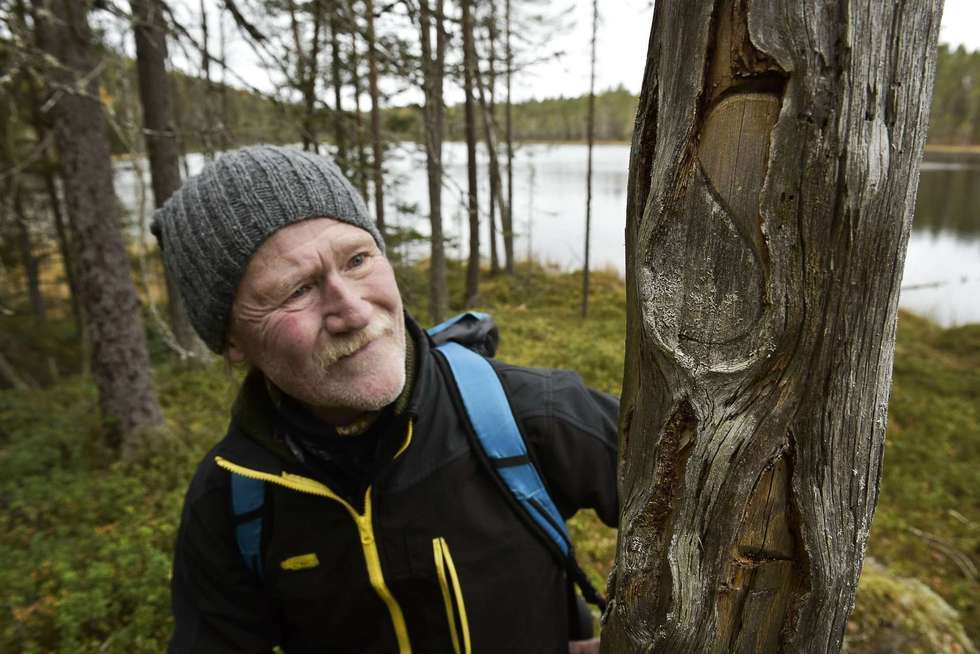
Arkeolog Bert Ove Viklund vid ett av de kulturspår han funnit vid inventeringen 2015.
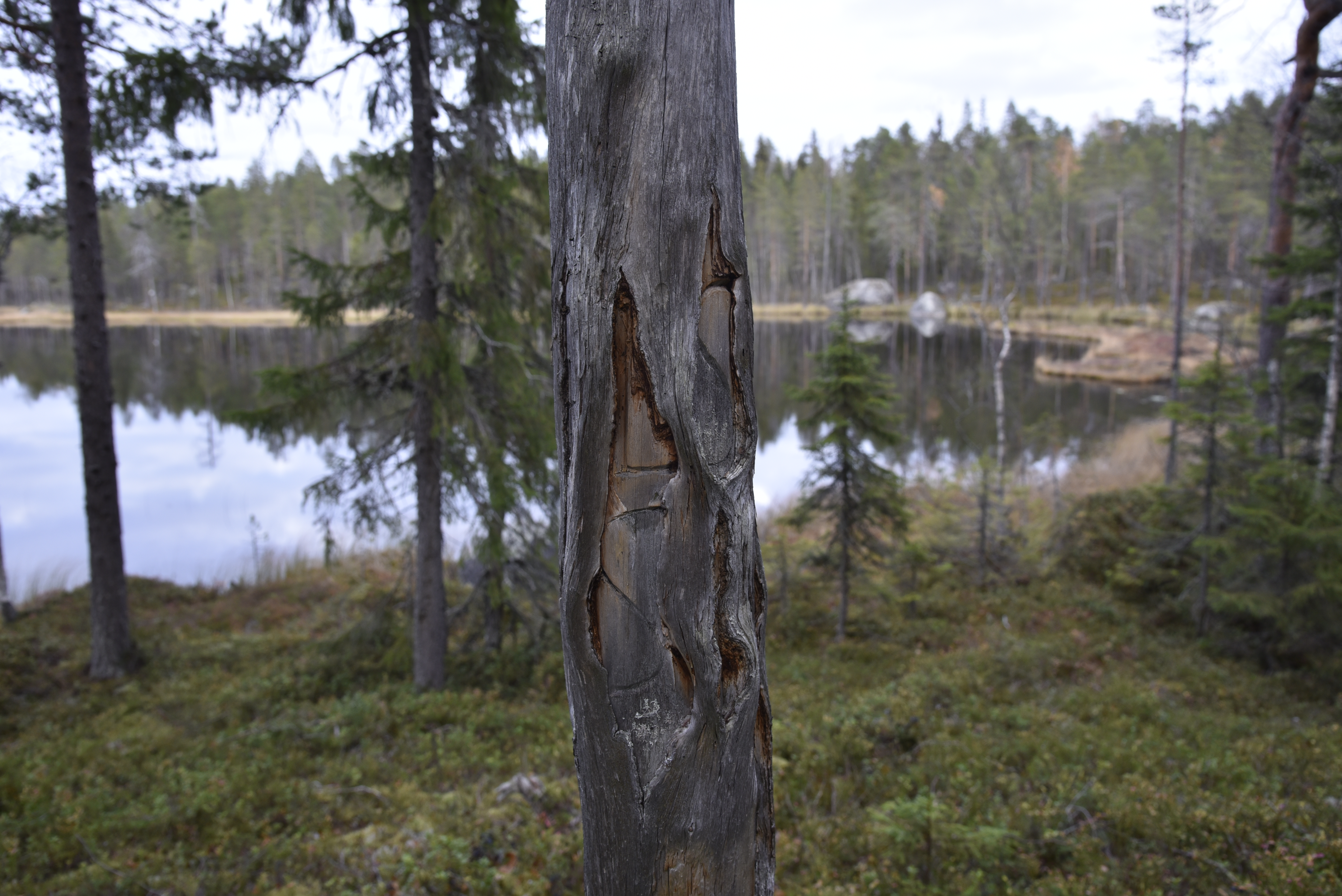
Kulturspår funnet vid Älgtjärnen vid inventering 2015.
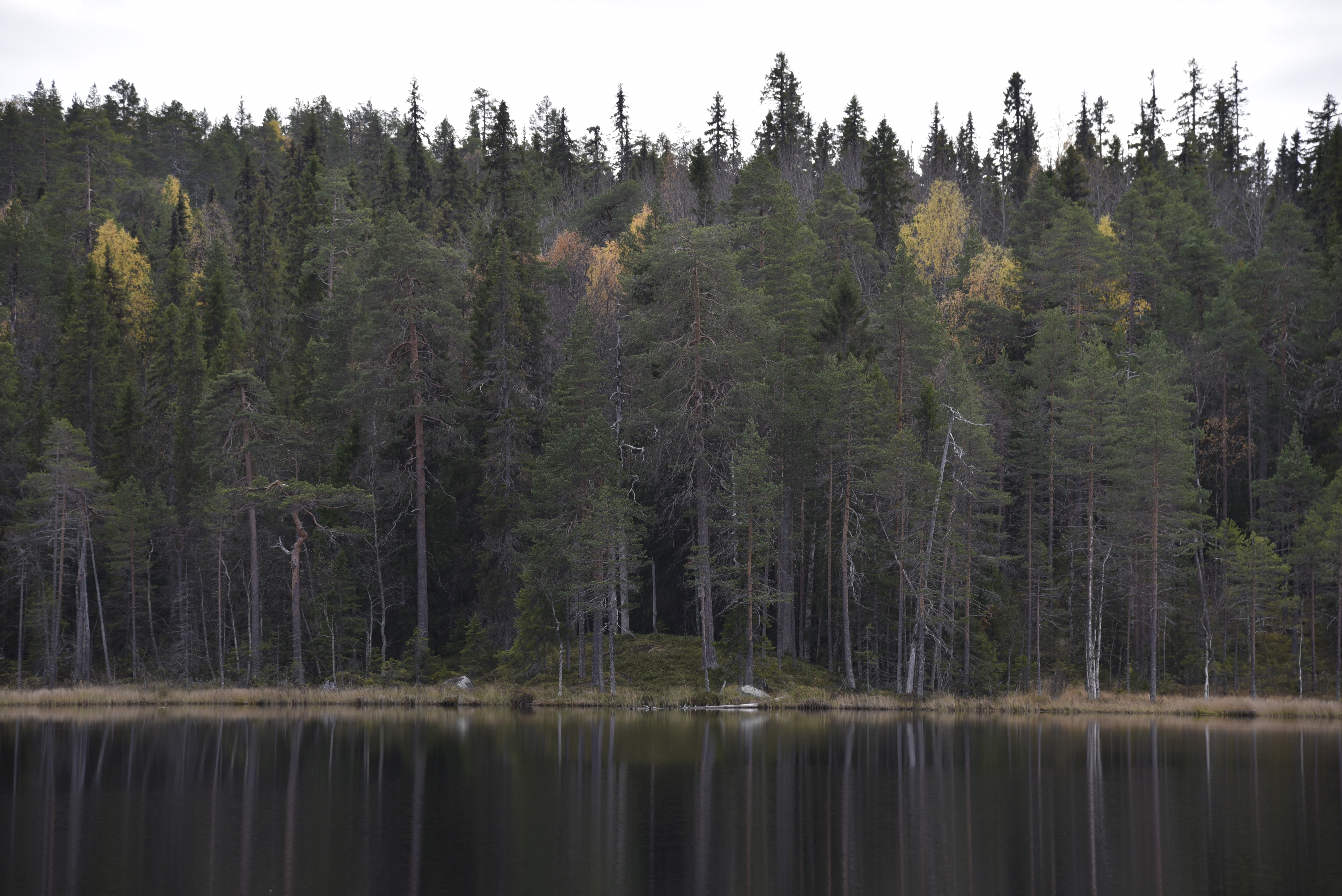
Utsikt Älgtjärnen mot kulturspår på södra sidan.

## Vändåtberget i litteraturen
I december 2014 utkom romanen Vandrare i Vändåt som utspelas i Vändåtberget. Romanen är skriven av Eric Bagger.